# معاملة المثليين في المكسيك
شهدت حقوق المثليين والمثليات ومزدوجي التوجه الجنسي والمتحولين جنسياً (اختصاراً: LGBT) في المكسيك تقدما بشكل كبير مع مرور الوقت، وذلك تمشيا مع الاتجاهات القانونية في جميع أنحاء العالم. أدى التأثير الفكري للثورة الفرنسية والاحتلال الفرنسي القصير للمكسيك (1862-1867) إلى اعتماد قانون نابليون، الذي أزال تجريم النشاط الجنسي المثلي في عام 1871. ومع ذلك، فإن القوانين المعادية للإخلال بالأخلاق العامة أو الفحش العام، تم استخدامها لمقاضاة الأشخاص الذين يقومون بالنشاط الجنسي المثلي..
كان التسامح نحو التنوع الجنسي في بعض الثقافات الأصلية على نطاق واسع، وخاصة بين «شعب إستموس زابوتيك» وشعب المايا في يوكاتان. مع تنامي تأثير الثقافات الأجنبية والمحلية (وخاصة من المناطق الأكثر عالمية مثل مدينة مكسيكو) في جميع أنحاء المكسيك، فإن المواقف تتغير.
وهذا أكثر وضوحا في أكبر المناطق الحضرية، مثل منطقة غوادالاخارا الحضرية، منطقة مونتيري الحضرية، ومنطقة تيخوانا الحضرية، حيث التعليم والوصول إلى الأجانب ووسائل الإعلام الأجنبية أكبر هناك. يعتبر التغيير أبطأ في المناطق النائية، وحتى في المدن الكبيرة حيث يؤدي عدم تقبل التغيير غالبًا إلى ردود فعل عكسية. منذ أوائل عقد 1970، ظهر عدد كبير من منظمات حقوق المثليين، وذلك تأثرا بحركات تحرير المثليين في الولايات المتحدة ومذبحة تلاتيلولكو لعام 1968. وقعت مسيرات المثليين ومسيرات الفخر في مدينة مكسيكو منذ عام 1979 وفي غوادالاخارا منذ عام 1996.
في 3 يونيو 2015، أصدرت محكمة العدل العليا في الأمة «أطروحة قانونية» تم فيها تغيير التعريف القانوني للزواج ليشمل الأزواج المثليين. تعتبر القوانين التي تقيد الزواج إلى الزواج بين رجل وامرأة فقط غير دستورية من قبل المحكمة، وبالتالي يجب على كل مزود العدالة في الأمة إقرار الاتحادات المثلية. ومع ذلك، فإن العملية طويلة حيث يجب على الأزواج طلب أمر قضائي (بالإسبانية: amparo)‏ من القاضي، وهي عملية لا يضطر الأزواج المغايرون إلى خوضها. أصدرت المحكمة العليا قرارًا مماثلاً يتعلق بتبني المثليين للأطفال في سبتمبر 2016. في حين أن هذين الحكمين لم يسقطا بشكل مباشر الحظر الوطني على زواج المثليين وحظر تبني المثليين للأطفال، فقد أمروا كل قاض في البلاد بالحكم لصالح الأزواج المثليين الذين يسعون إلى الزواج و/أو حقوق التبني.
تحققت مكاسب سياسية وقانونية من خلال الحزب اليساري «حزب الثورة الديمقراطي»، والأحزاب اليسارية الصغيرة مثل «حزب العمال المكسيكي» و«حركة المواطنين»، الحزب الثوري المؤسساتي الوسطي، ومؤخراً «حركة التجديد الوطني» اليسارية. وهي تشمل من بين أمور أخرى تعديل 2011 للمادة 1 من الدستور الفيدرالي لحظر التمييز على أساس التوجه الجنسي. يتم عقد زواج المثليين دون أي قيود في مدينة مكسيكو وولايات كينتانا رو، كواويلا، شيواوا، ناياريت، خاليسكو، كامبيتشي، كوليما، ميتشواكان، موريلوس، تشياباس، بويبلا، باخا كاليفورنيا، نويفو ليون، وأواسكاليينتس وكذلك في بعض البلديات في غيريرو، واهاكا، كيريتارو وزاكاتيكاس. يتم الاعتراف بجميع حالات زواج المثليين على الصعيد الوطني. بالإضافة إلى ذلك، يتم إجراء الاتحادات المدنية في مدينة مكسيكو وولايات كواهويلا وكامبيتشي وميشواكان وتلاكسكالا.

## تاريخ المثليين في المكسيك
تم توثيق قبول المثلية الجنسية والتحول الجنسي بين مختلف الشعوب الأصلية في المكسيك، وخاصة بين «شعب إستموس زابوتيك» وشعب المايا في يوكاتان. يعترف «شعب إستموس زابوتيك» بالجنس التقليدي الثالث، المعروف باسم موشيه (بالإسبانية: muxe)‏، وهو وسيط بين الذكور والإناث. يتم تحديد موشيه كذكور عند الولادة، ولكن عادة ما يتصرفون مثل النساء ويؤدون كل من أعمال النساء والرجال. يُعتبر امتلاك أحدهم في أفراد العائلة حظًا موفقًا ونعمة. يشار إليها غالبًا باسم المتحولين جنسياً في منشورات اللغة الإنجليزية.
يقبل شعب المايا في يوكاتان المثلية الجنسية بشكل كبير، مع وجود علاقات مثلية شائعة جدًا بين الشباب والمراهقين. تقليديًا، يشار إلى مجتمع المايا على أنه مجتمع مزدوج التوجه الجنسي علنا، حيث كان لجميع الرجال تقريبًا علاقات جنسية مع كل من الرجال والنساء. كما أن كل من ثقافات تولتك، تشيتشيميكا وتوتوناك تقبل المثلية الجنسية.
ومع ذلك، لا يُعرف الكثير عن العلاقات المثلية في مجتمع الآزتك. تزعم بعض المصادر أن المثلية الجنسية بين شباب الأزتك كان مسموحًا به (كانت الممارسات الجنسية المثلية شائعة في المعابد وقبل المعركة)، ولكن ليس بين الرجال البالغين، حيث يمكن أن تكون العقوبة هي الموت. عادةً ما يُقتل الذكور البالغين الذين يلعبون الدور السالب (والمعروف باسم كويلوني "cuiloni") من خلال التشوهات الشرجية، لكن الذكور الذين يلعبون الدور الموجب عادةً لا يعاقبون. من ناحية أخرى، فإن العديد من نبلاء الآزتك والتجار الأثرياء كان لديهم على حد سواء البغايا من الذكور والإناث وقاموا بعلاقات مثلية، وكانت هناك بعض الطقوس الدينية حيث كانت المثلية الجنسية مقبولة، وأبرزها خلال طقوس التضحيات للإلاه تيزكاتليبوكا. تم اعتبار الأشخاص ثنائية الجنس (المعروفون باسم باتلاخي "patlache") «نساء مكروهات» من قبل مجتمع الآزتك وكانوا يتم قتلهم. ومع ذلك، تشير بعض المصادر إلى أن المثلية الجنسية كانت تمارس على نطاق واسع ويتم التسامح معها بين الآزتيك وأن معظم السلبية المحيطة بالممارسة تنبع من السجلات الإسبانية، حيث من المفترض أن الإسبان واجهوا «مشاكل كبيرة في محاولة القضاء على المثلية الجنسية». إله الأزتك شوتجيبيلي Xōchipilli هو راعي المثليين والبغايا الذكور.

### 1970 حتى الآن

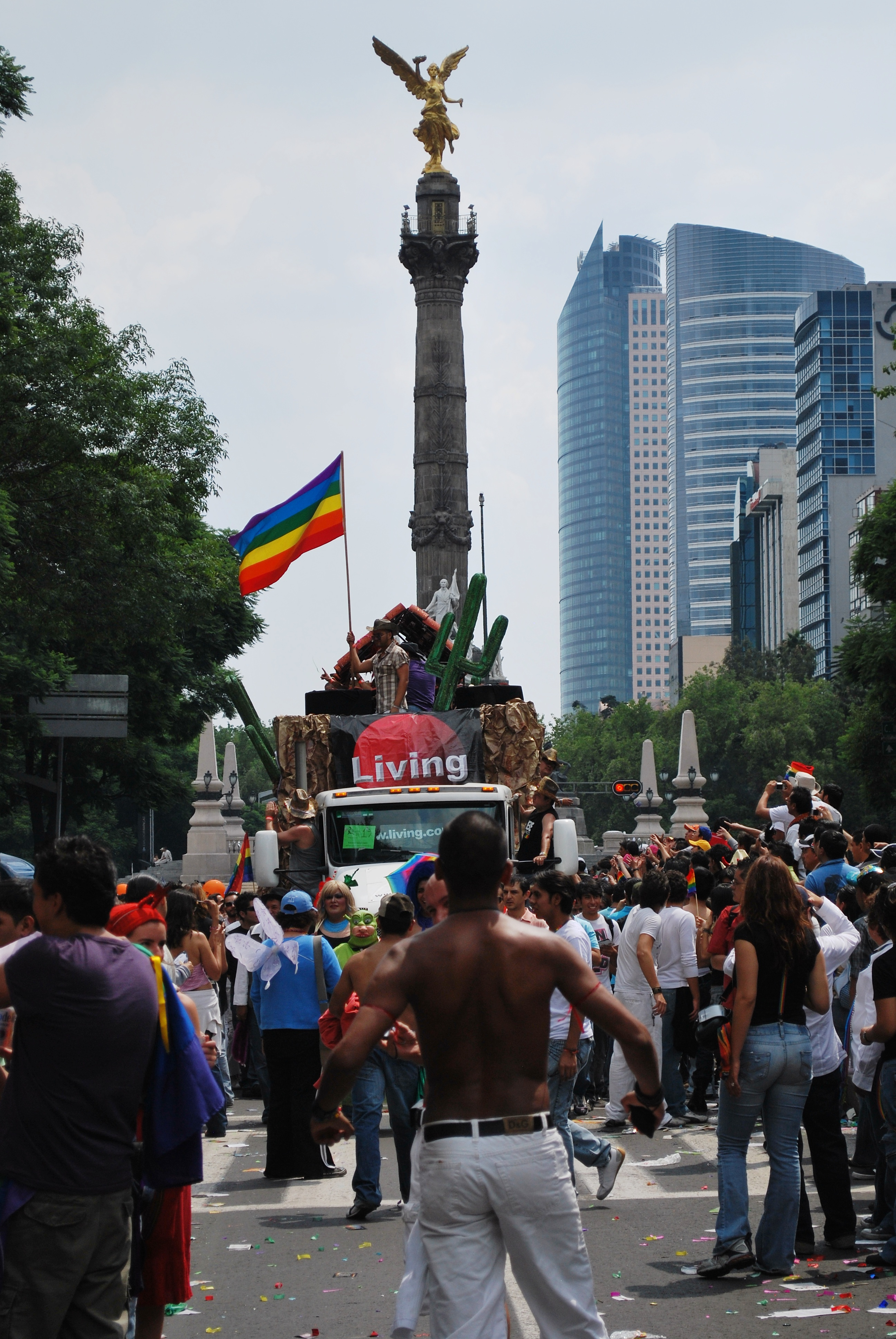
مسيرة فخر المثليين في مدينة مكسيكو. اجتذبت المسيرة الأولى، في عام 1979، أكثر من 1000 شخص.

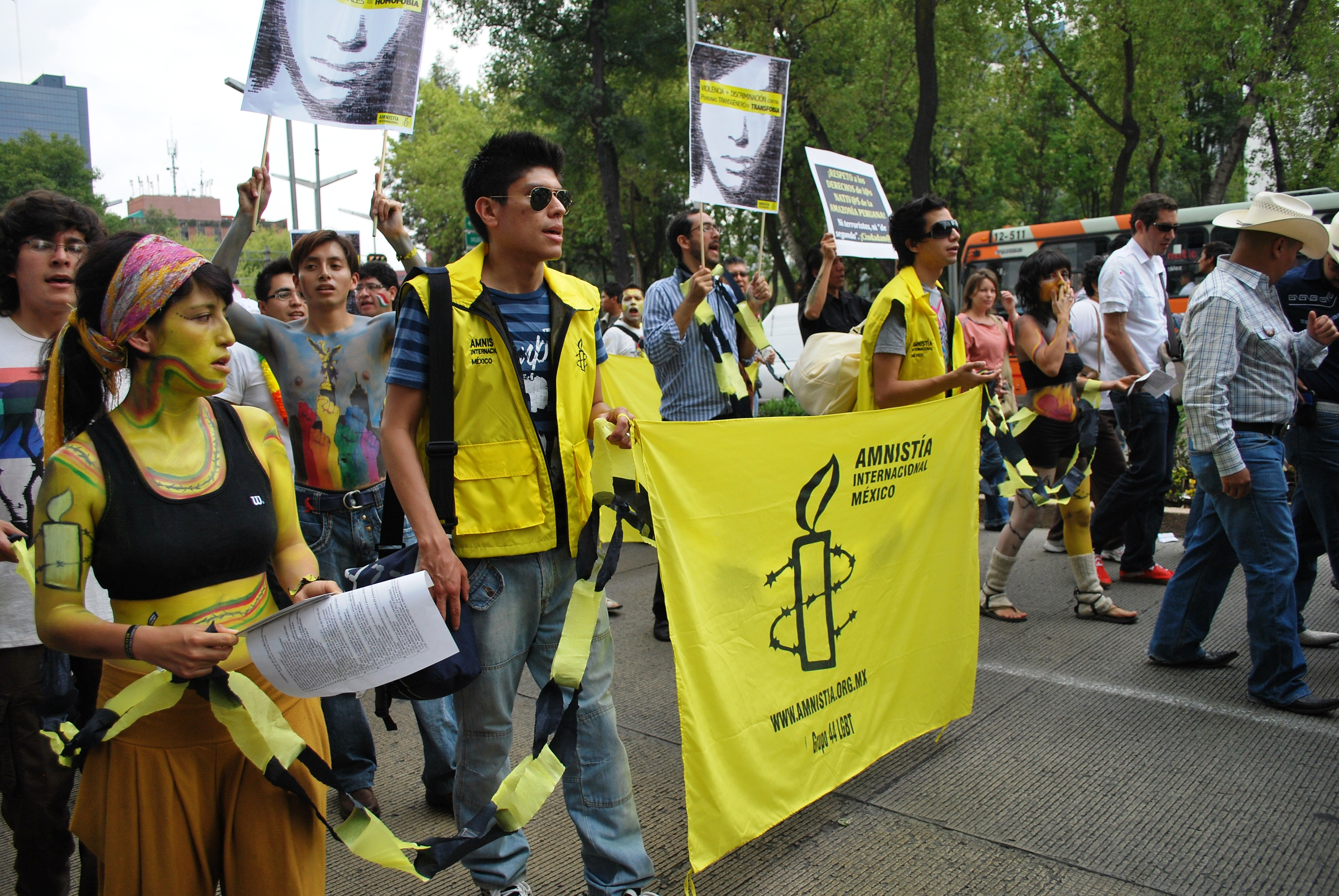
مسيرات فخر المثليين تطالب بالمساواة في لعام 2009 في مدينة مكسيكو

خلال أوائل سبعينيات القرن العشرين، منظمات سياسية وثقافية للمثليين صغيرة، وقد تأثرت بحركات تحرير المثليين في الولايات المتحدة ومذبحة تلاتيلولكو عام 1968. في البداية، كانت مرتبطة بقوة باليسار السياسي، وإلى حد ما، بالمنظمات النسوية. إحدى منظمات الدفاع عن حقوق المثليين الأولى في أمريكا اللاتينية هي جبهة تحرير المثلية (بالإسبانية: Frente de Liberación Homosexual)‏، التي تم تنظيمها في عام 1971 ردًا على فصل موظف من شركة سيرز بسبب سلوكه المثلي المزعوم في مدينة مكسيكو.
احتجت جبهة المثلية الجنسية للعمل (بالإسبانية: Frente Homosexual de Acción Revolucionaria)‏ على دورات 1983 في غوادالاخارا، خاليسكو. أدى ظهور مرض الإيدز خلال منتصف الثمانينيات إلى خلق نقاش واسع ومناقشة عامة حول المثلية الجنسية. شارك العديد من الأصوات، الداعمة والمعارضة (مثل الكنيسة الكاثوليكية الرومانية)، في المناقشات العامة التي زادت الوعي وفهم المثلية الجنسية. لعبت مجموعات المثليين دورًا أساسيًا في بدء برامج مكافحة الإيدز، وهو تحول في التركيز قلص (على الأقل مؤقتًا) التركيز على تنظيم المثليين.
في عام 1991، استضافت المكسيك اجتماعًا للمؤسسة الدولية للمثليين والمثليات، والذي كان أول اجتماع لها خارج أوروبا. في عام 1997، نشط نشطاء المثليين والمثليات ومزدوجي التوجه الجنسي والمتحولين جنسيا في بناء البرنامج السياسي الذي أدى إلى اختيار باتريا خيمينيز (وهي ناشطة مثلية الجنس علنا في مدينة مكسيكو) لتمثيل نسبي في مجلس النواب المكسيكي عن يمثل الحزب اليساري حزب الثورة الديمقراطية. كما تم انتخاب ديفيد سانشيز كاماتشو الناشط في حقوق المثليين في الجمعية التشريعية للمقاطعة الفيدرالية.
في أغسطس 1999، تم عقد الاجتماع الأول للمثليات والنسويات المثليات في مدينة مكسيكو. من هذا الاجتماع تطورت الجهود المنظمة لحقوق الموسعة المثليين في عاصمة البلاد. في الشهر التالي، أصدرت الجمعية التشريعية التي يسيطر عليها حزب الثورة الديمقراطية للمقاطعة الفيدرالية مرسومًا يحظر التمييز على أساس التوجه الجنسي وهو الأول من نوعه في المكسيك.
وقعت مسيرات المثليين ومسيرات الفخر في مدينة مكسيكو منذ عام 1979 وفي غوادالاخارا منذ عام 1996، وهي أكبر مدن البلاد. في عام 2001، تم تعديل المادة 1 من الدستور الاتحادي لحظر التمييز القائم (من بين عوامل أخرى) على التوجه الجنسي بموجب المصطلح الغامض تفضيلات. في 11 يونيو 2003، دخل القانون الفيدرالي لمكافحة التمييز حيز التنفيذ، حيث أنشأ مجلسًا وطنيًا لإنفاذه. في نفس العام، ترشحت أمارانتا غوميز كأول مرشحة متحولة جنسيا لعضو الكونجرس عن حزب «بإمكان المكسيك» السابق، لكنها لم تفز. في يونيو 2011، تم إدراج مصطلح «التفضيلات الجنسية» الأكثر دقة في المادة 1 من الدستور.
لقد نظم الأشخاص المثليون جنسياً في المكسيك مجموعة من الطرق: من خلال المنظمات المحلية والمسيرات وتطوير لجنة شجب جرائم الكراهية. تمتلك المكسيك حركة مزدهرة للمثليين والمثليات ومزدوجي التوجه الحنسي والمتحولين جنسياً مع وجود منظمات في العديد من المدن الكبرى في جميع أنحاء البلاد والعديد من منشورات المثليين (أبرزها في مدينة مكسيكو، غوادالاخارا، مونتيري، تيخوانا، وبويبلا)، الأغلبية على المستوى المحلي (حيث تتفكك الجهود الوطنية في كثير من الأحيان قبل أن تكتسب زخما).

## التسلسل الزمني لتاريخ المثليين في المكسيك
- 1542: بدأ هرنان كورتيس حملته في تشولولا (تشولولا، بويبلا حاليا). في ذلك الوقت، كان النشاط الجنسي المثلي للأمريكيين الهنود يختلف من منطقة إلى أخرى. بدأ كورتيس نيابة عن جلالة ملك إسبانيا التحدث إلى السكان المحليين ("hacer un parlamento"، مترجمة من الإسبانية القديمة) ووضع قواعد ضد السدومية.[24]
- 1569: تم إنشاء محاكم التفتيش الرسمية في مدينة مكسيكو من قبل فيليب الثاني ملك إسبانيا. كان النشاط الجنسي المثلي مصدر قلق رئيسي، وألحقت محاكم التفتيش غرامات قاسية، والتكفير عن الذنب، والإهانات العامة، والجلد بسبب ما تعتبره خطايا جنسية.[3][5]
- 1871: أدى التأثير الفكري للثورة الفرنسية والاحتلال الفرنسي القصير للمكسيك (1862-1867) إلى اعتماد قانون نابليون، ما عنى أن السلوك الجنسي على انفراد بين البالغين (بغض النظر عن الجنس) لم يعد جريمة جنائية.[1][3]
- 1901: (20 نوفمبر)، داهمت شرطة مدينة مكسيكو قاعة رقص للدراغ كوينز، واعتقلت 42 رجلاً (19 منهم كانوا يرتدون ملابس مغايرة). وأُطلق سراح أحدهم، ويُزعم أنه قريب من الرئيس بورفيريو دياز. تلقت الفضيحة، والمعروفة باسم «رقصة ال41 شاذا»، تغطية صحفية واسعة النطاق.[1][3]
- 1959: قام رئيس البلدية إرنستو أوروتشورتو بإغلاق جميع حانات المثليين في مدينة مكسيكو سيتي تحت ستار «تنظيف الرذيلة» (أو تقليل ظهورها).[9][16]
- 1971: تم تنظيم جبهة تحرير المثلية الجنسية (بالإسبانية: Frente de Liberación Homosexual)‏، إحدى منظمات الدفاع الأولى عن حقوق المثليين في أمريكا اللاتينية، رداً على فصل موظف من شرطة «سيرز» بسبب توجهه المثلي (المزعوم).[9][16]
- 1979: أقيمت أول مسيرة لفخر المثليين في البلاد في مدينة مكسيكو.[25]
- 1982: أصبح كل من ماكس ميخيا وبيدرو بريسياد وكلوديا هينوجوسا أول سياسيين مثليين ومثليات بشكل علني يشاركون في انتخابات من أجل مقاعد في كونغرس في المكسيك، ولكنهم فشلوا جميعا حينها.[26]
- 1991: استضافت المكسيك اجتماعًا للمؤسسة الدولية للمثليين والمثليات، وهو أول اجتماع للرابطة خارج أوروبا.[26]
- 1997: تم اختيار باتريا خيمينيز، الناشطة الجنسية، لتمثيل نسبي في مجلس نواب المكسيك، عن الحزب اليساري حزب الثورة الديمقراطية.[27]
- 1999: (أغسطس): عقد الاجتماع الأول للمثليات والمثليات النسويات في مدينة مكسيكو. من هذا الاجتماع، طور جهد منظم لحقوق المثليين الموسعة في عاصمة البلاد.[26]

(2 سبتمبر): أصدرت مدينة مكسيكو مرسومًا يحظر التمييز على أساس التوجه الجنسي، وهو الأول من نوعه في البلاد.
- 2000: اقترحت إنووي أورانغا، وهي سياسي مثلية الجنس بشكل علني، مشروع قانون من شأنه تقنين الاتحادات المدنية المثلية في مدينة مكسيكو. ومع ذلك، قررت الهيئة التشريعية المحلية عدم سن مشروع القانون بعد معارضة واسعة من جماعات اليمين.[29]
- 2003: (29 أبريل): صدر قانون اتحادي لمكافحة التمييز وأنشئ على الفور مجلس وطني لإنفاذه.[30]

(يوليو): أصبحت أمارانتا غوميز أول امرأة متحولة جنسيًا تترشح للحصول على مقعد في الكونغرس في المكسيك، لكنها لم تفز.
- 2004: (13 مارس): تم تطبيق التعديلات على القانون المدني لمدينة مكسيكو والتي تسمح للأشخاص المتحولين جنسيا بتغيير جنسهم واسمهم القانوني في شهادات ميلادهم.[31][32]
- 2006: (9 نوفمبر): قننت مدينة مكسيكو الاتحادات المدنية.[33]
- 2007: (11 يناير): قننت ولاية كواهويلا الاتحادات المدنية المثلية.[34]

(31 يناير): تم إقامة أول حفل اتحاد مدني مثلي في سالتيو، كواهويلا.
- 2008: (سبتمبر): أقر المجلس التشريعي لمدينة مكسيكو قانونًا يسهل على المتحولين جنسياً تغيير جنسهم في شهادات ميلادهم.[36]

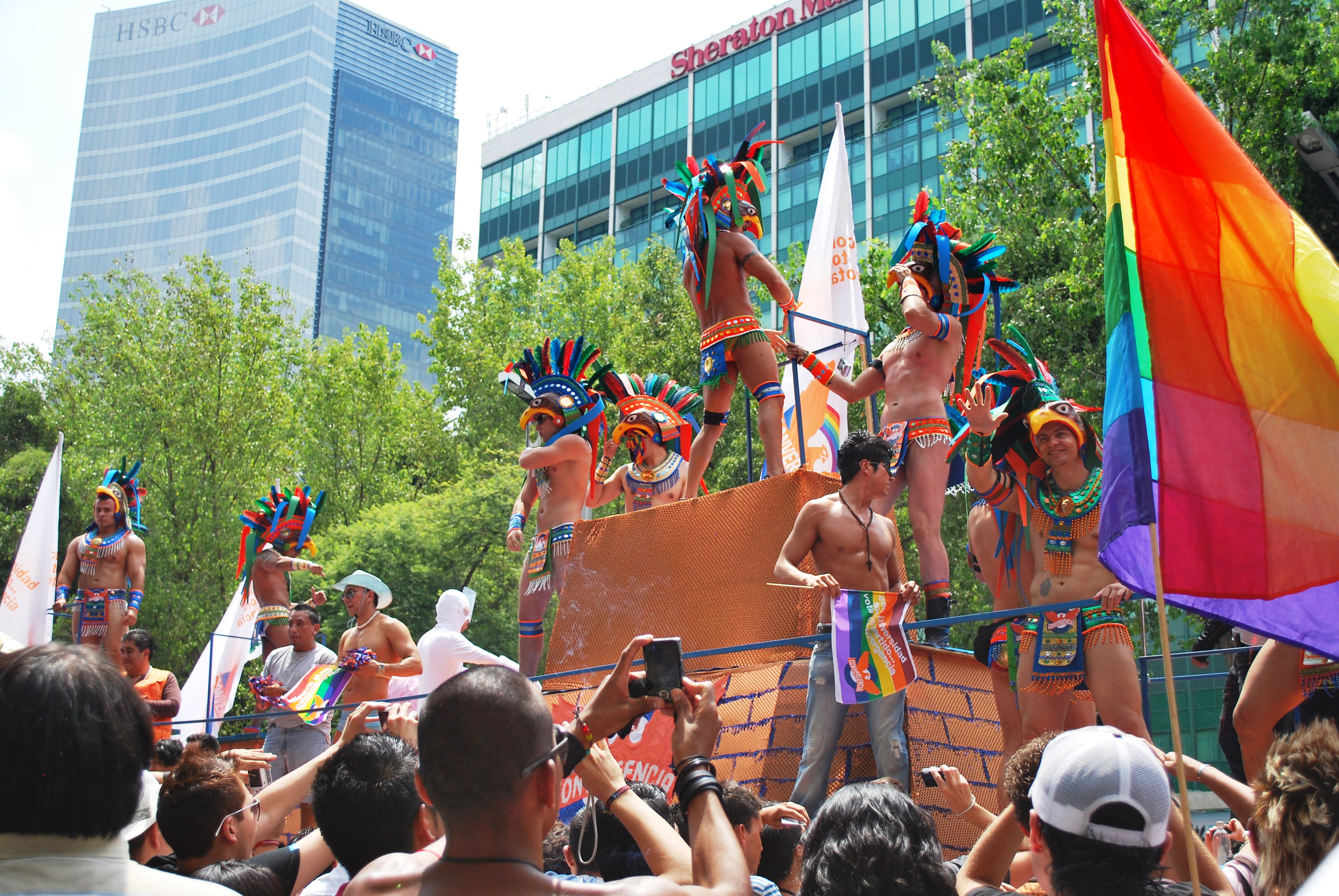
موكب فخر المثليين 2009 في مدينة مكسيكو مع لباس النسر المحارب للآزتك

- 2009: (مارس): أصبح ميغيل غالان، من الحزب الاشتراكي الديمقراطي سابقا، أول سياسي مثلي الجنس علنا يخوض انتخابات لمنصب رئيس البلدية في البلاد، ولكنه فشل فيها.[37])

(21 ديسمبر): أقر المجلس التشريعي لمدينة مكسيكو مشروع قانون يقر زواج المثليين، وتبني المثليين للأطفال، وطلبات القروض من قبل الأزواج المثليين، والميراث من شريك مثلي، وتقاسم الأزواج المثليين لوثائق التأمين. وبعد ثمانية أيام، وقع عليه رئيس البلدية مارسيلو إبرارد.
- 2010: (4 مارس): دخل قانون زواج المثليين حيز التنفيذ في مدينة مكسيكو.[40]

(5 أغسطس): صوتت محكمة العدل العليا في الأمة، وهي أعلى محكمة فيدرالية في البلاد، بأغلبية 9 مقابل 2 لدعم دستورية قانون زواج المثليين في مدينة مكسيكو. بعد أربعة أيام، أيدت قانون تبني المثليين للأطفال في المدينة أيضا.
- 2011: (يونيو): تم تعديل دستور المكسيك لحظر التمييز على أساس، من بين عوامل أخرى، التوجه الجنسي.[11]

(24 نوفمبر): ألغت المحكمة العليا في كواهويلا قانون الولاية الذي يمنع الأزواج المثليين من التبني، وحثت الهيئة التشريعية في الولاية على تعديل قانون التبني في أقرب وقت ممكن.
(28 نوفمبر): تزوج اثنان من الأزواج المثليين في كانتونيلكين، كينتانا رو، بعد اكتشاف أن القانون المدني في كينتانا رو لا يحدد جنس شريكي الزواج.
- 2012: (يناير): تم تعليق زواج المثليين في كينتانا رو بانتظار المراجعة القانونية من قبل لويس غونزاليس فلوريس، وزير الداخلية في كينتانا رو.[44][45]

(أبريل): ألغى روبرتو بورغ أنغولو، حاكم كينتانا رو، حالتي زواج المثليين اللذين تم إجراؤهما في كانتونيلكين.
(3 مايو): عكس لويس غونزاليس فلوريس فسخ بورغ أنغولو وهو ماسمح بزواج المثليين في كينتانا رو في المستقبل.
(5 ديسمبر): ألغت المحكمة العليا قانون ولاية واهاكا الذي كان يقتصر على الزواج من رجل واحد وامرأة واحدة لأغراض الإنجاب.
- 2013: (27 فبراير): تم إصدار أول تراخيص زواج المثليين في ولاية كوليما، بعد أن استشهد المسؤولون بالدستور الفيدرالي، الذي يحظر التمييز بسبب التوجه الجنسي، وقرار المحكمة العليا الذي ألغى حظر زواج المثليين في ولاية واهاكا.[48][49]

(22 مارس): حدوث أول حالة زواج المثليين في واهاكا.
(14 يونيو): قضت محكمة المقاطعة الفيدرالية الثانية لولاية كوليما بأن القانون المدني للولاية الذي يحد من الزواج إلى الأزواج المغايرين غير دستوري.
(1 يوليو): قضت محكمة المقاطعة الثالثة لولاية يوكاتان بأن اثنين من مقدمي الالتماسات يمكنهم الزواج. قالت مارثا غونغورا، مديرة السجل المدني في الولاية، إنه سيتم مراجعة القرار وقد يُعاد إلى المحكمة. وأشار خورخي فرنانديز منديبورو، محامي الدفاع في القضية، إلى أنه إذا رفض المسجل إتمام الزواج، ستُعرض القضية على المحكمة العليا مع طلب للحكم على قانون الولاية الذي يحد الزواج إلى رجل واحد وامرأة واحدة بكونه غير دستوري.
(4 يوليو): عدلت ولاية كوليما دستورها للسماح للاتحادات المدنية المثلية.
(8 أغسطس): أصبح رجلان أول زوجين مثليان يتزوجان قانونيًا في ولاية يوكاتان.
(23 كانون الأول / ديسمبر): شرعت ولاية كامبيتشي الاتحادات المدنية المثلية والمغايرة.
- 2014: (1 يناير): دخل قانون يسمح بالاتحادات المدنية المثلية في ولاية خاليسكو حيز التنفيذ.[57]

(11 فبراير): أقر كونغرس كواهويلا تبني المثليين للأطفال، عن طريق إلغاء المادة 385-7 من القانون المدني.
(21 مارس): أعلنت المكسيك، بموجب مرسوم رئاسي، يوم 17 مايو باعتباره اليوم الوطني لمكافحة رهاب المثلية. انظر أيضًا: «اليوم الدولي لمناهضة رهاب المثلية، رهاب ازدواجية التوجه الجنسي ورهاب التحول الجنسي».
(1 سبتمبر): قنن كونغرس كواهويلا زواج المثليين من خلال تغيير القانون المدني للولاية.
(13 نوفمبر): أقر المجلس التشريعي لمدينة مدينة مكسيكو قانونًا للهوية الجندرية، مما جعل عملية المتحولين جنسياً لتغيير الجندر أسرع وأكثر بساطة.
- 2015: (26 فبراير): أعلنت المحكمة الدستورية في يوكاتان أنها ستقرر في 2 مارس ما إذا كانت الحظر الذي تفرضه الدولة على زواج المثليين ينتهك الدستور الفيدرالي والاتفاقات الدولية.

(2 مارس): رفضت محكمة يوكاتان الدستورية الطعن في الدعوى الدستورية لتغيير القانون المدني. وعد مؤيدو تعديل القانون باستئناف القرار.
(3 يونيو): أصدرت المحكمة العليا «أطروحة قانونية» لتوسيع تعريف الزواج ليشمل الأزواج المثليين لأن قوانين الولاية التي تقيده تعتبر غير دستورية وتمييزية.
(12 يونيو): شرعت ولاية تشيواوا زواج المثليين وتبني المثليين للأطفال بعد أن أعلن الحاكم أن إدارته لم تعد تعارض زواج المثليين داخل الولاية. دخل القانون حيز التنفيذ على الفور.
(10 يوليو): أمر حاكم ولاية غيريرو الوكالات المدنية بالموافقة على تراخيص زواج المثليين.
(21 يوليو): توقفت بلدية سانتياغو دي كيريتارو عن فرض حظر ولاية كويريتارو لزواج المثليين وبدأت السماح للأزواج المثليين في الزواج في البلدية.
(11 أغسطس): قضت المحكمة العليا للعدل في الأمة، في حكم 9-1، بأن حظر كامبيتشي لتبني الأزواج المثليين للأطفال غير دستوري.
(7 سبتمبر): أقر كونغرس ميتشواكان الشراكات المنزلية للأزواج المثليين.
(22 ديسمبر): أصبح زواج المثليين قانونيا في ولاية ناياريت.
- 2016: (26 يناير): ألغت المحكمة العليا المكسيكية بالإجماع الحظر المفروض على زواج المثليين في خاليسكو.[69]

(5 مايو): ألغت كوليما قانون الاتحاد المدني وكذلك حظرها الدستوري على زواج المثليين وبذلك قامت بتقتينه.
(12 مايو): امتثل كونغرس خاليسكو لقرار المحكمة العليا وأمر جميع بلديات الولاية بإصدار تراخيص زواج المثليين.
(17 مايو): أعلن الرئيس المكسيكي، إنريكه بينيا نييتو، أنه وقع مبادرة لتعديل المادة 4 من الدستور المكسيكي، والتي من شأنها تقنين زواج المثليين في جميع أنحاء البلاد.
(20 مايو): أصبح زواج المثليين قانونيًا في كامبيتشي، بعد أن أقر كونغرس الولاية قانونا في تصويت 34 صوتا لصالحه مقابل صوت واحد ضده (34-1) قبل 10 أيام.
(12 يونيو): أصبح زواج المثليين وتبني المثليين للأطفال قانونيا في ولاية كوليما.
(23 يونيو): دخل مشروع قانون يسمح بزواج المثليين وتبني المثليين للأطفال حيز التنفيذ في ولاية ميتشواكان.
(5 يوليو): تم إجراء تعديل وإصلاح لدستور موريلوس، الذي أجاز زواج المثليين وتبني المثليين للأطفال في الولاية.
(11 سبتمبر): أعلن رئيس وكالة التبني في ولاية فيراكروز أنه يمكن للأزواج المثليين تبني الأطفال في الولاية.
(18 سبتمبر): أعلنت بلدية سان بيدرو تشولولا، الواقعة في ولاية بويبلا، أن أي زوجين مثليين يرغبان في الزواج يمكنهما فعل ذلك في البلدية.
(23 سبتمبر): وضعت المحكمة العليا المكسيكية اللمسات الأخيرة على الحكم في قضية التبني ضد كامبيتشي وأصدرت قانونًا في جميع أنحاء البلاد يلزم جميع قضاة المحكمة الأدنى بالحكم لصالح الأزواج المثليين الساعين إلى التبني وحقوق الوالدين.
(26 سبتمبر): رفعت ولاية كامبيتشي الحظر على تبني المثليين للأطفال.
- 2017: (12 يناير): دخل قانون الاتحاد المدني حيز التنفيذ في ولاية تلاكسكالا.[80]

(22 فبراير): أعلن رئيس وكالة التبني في باخا كاليفورنيا أن للأزواج المثليين الحق في التبني في الولاية.
(28 فبراير) منحت المحكمة العليا في تشيواوا 90 يومًا لتعديل قانون الولاية المدني ليعكس تقنين زواج المثليين في الولاية مؤخرًا.
(26 أبريل): أكد رئيس وكالة التبني في كيريتارو أنه يمكن للأزواج المثليين التبني في الولاية.
(31 مايو): رفضت المحكمة العليا الطعن في قرار محكمة يوكاتان الدستورية الصادر في مارس 2015.
(11 يوليو): ألغت المحكمة العليا الحظر المفروض على زواج المثليين في تشياباس وأجازته في الولاية.
(13 يوليو): أقر كونغرس ميتشواكان قانون الهوية الجندرية.
(20 يوليو): تمت الموافقة على قانون الهوية الجندرية في ولاية ناياريت.
(1 أغسطس): ألغت المحكمة العليا بالإجماع الحظر الذي فرضته ولاية بويبلا على زواج المثليين.
(3 نوفمبر): أعلنت حكومة ولاية باخا كاليفورنيا أنها ستتوقف على الفور عن فرض حظر زواج المثليين، ما يشرعه في الولاية.
- 2018: (9 يناير): قضت محكمة الدول الأمريكية لحقوق الإنسان بأن زواج المثليين والاعتراف بالهوية الجندرية للفرد في الوثائق الرسمية هما من حقوق الإنسان التي تحميها الاتفاقية الأمريكية لحقوق الإنسان. تعتبر المكسيك إحدى الدول الموقعة على الاتفاقية.[90]

(15 مايو): أمرت المحكمة العليا المكسيكية سينالوا بتشريع زواج المثليين في غضون 90 يومًا.
(1 يوليو): أسفرت الانتخابات العامة لعام 2018 عن فوز حركة التجديد الوطني (MORENA)، وهي حزب يساري مؤيد لزواج المثليين، بأغلبية أو تعددية المقاعد التشريعية في 13 ولاية حيث لم يتم فيها تقنين زواج المثليين بعد. فازت حزب التجديد الوطني جنبا إلى جنب مع حزب العمال المكسيكي المؤيد لزواج المثليين بالأغلبية المطلقة في مجلس النواب المكسيكي ومجلس الشيوخ المكسيكي.
(1 يوليو): أصبح الرئيس المنتخب أندريس مانويل لوبيس أوبرادور أول رئيس مكسيكي يذكر الأشخاص من مجتمع المثليين في خطابه العلني الأول. "ستتوقف الدولة عن أن تكون لجنة في خدمة أقلية وستمثّل جميع المكسيكيين: الأغنياء والفقراء، وسكان الريف والحضر، والمهاجرون، والمؤمنين وغير المؤمنين، والبشر من جميع تيارات الفكر وجميع التفضيلات الجنسية. وقال "سنستمع إلى الجميع، وسنحضره للجميع. سنحترم الجميع، لكننا سنمنح الأفضلية لمن هم أكثر تواضعًا ونسيانًا، خاصة الشعوب الأصلية في المكسيك".
(13 سبتمبر): تم إلغاء قانون الاتحاد المدني في خاليسكو لأسباب إجرائية.
(9 أكتوبر): أمرت المحكمة العليا المكسيكية ولاية نويفو ليون بتشريع زواج المثليين في غضون 90 يوم عمل، وذلك بحلول 16 أبريل 2019.
(17 أكتوبر): قضت محكمة العدل العليا في الأمة لصالح طلب لأحد المتحولين جنسيا للسماح بتعديل شهادة ميلادهم الذين جاءوا لطلب هذا الإجراء. جاء الحكم استجابةً لعريضة قدمها شخص من المتحولين جنسياً من فيراكروز، ادعى فيها أن السجل المدني البلدي قد انتهك حقوقهم برفضهم تغيير اسمهم وعلامة الجنس في شهادة ميلادهم. في حكم كان الأول من نوعه في المكسيك، قالت المحكمة إنه يمكن للشخص تغيير اسمه وعلامة جنسه في وثيقة رسمية من خلال عملية إدارية بسيطة ، تستند فقط إلى إعلانه عن
(19 أكتوبر): قضت محكمة اتحادية مكسيكية بأن المكسيك يجب أن تعترف بحالات زواج المثليين التي تتم في القنصليات والسفارات المكسيكية بالخارج ما دام أحد الشريكين مواطنا مكسيكيا.
(6 نوفمبر): أقر مجلس الشيوخ المكسيكي بالإجماع في تصويت 110 صوتا لصالح مقابل عدم تصويت أي أحد ضد (110-0) مشروع قانون يقضي بتدوين بعض أحكام المحكمة المتعلقة بالحقوق القانونية للأزواج المثليين ليصبح قانونًا، أي استحقاقات الضمان الاجتماعي والحق في معاش الأرامل أو الأرملات.
(13 نوفمبر): أقرت ولاية كواويلا مشروع قانون الهوية الجندرية، مما يسمح للأفراد المتحولين جنسيا بسهولة الوصول إلى شهادات الميلاد التي تعكس جنسهم القانوني الجديد.
(16 نوفمبر): أمرت المحكمة العليا ولاية تاماوليباس بتشريع زواج المثليين في غضون 180 يوم عمل.
(29 نوفمبر): وافق مجلس النواب المكسيكي على مشروع القانون الذي أقره مجلس الشيوخ المكسيكي في وقت سابق من ذلك الشهر، في تصويت بالإجماع 415 صوتا لصالح مقابل عدم تصويت أي أحد ضده (415-0).
- 2019: (14 فبراير): بدأت مدينة زاكاتيكاس، عاصمة زاكاتيكاس، في إصدار تراخيص زواج المثليين.[104]

(19 فبراير): أصبح زواج المثليين قانونيًا في ولاية نويفو ليون.
(2 أبريل): أصبح زواج المثليين قانونيا في ولاية أغواسكاليينتس.

## الاعتراف القانوني بالعلاقات المثلية
الولايات المكسيكية المتحدة هي اتحاد يتألف من واحد وثلاثين ولاية ومنطقة اتحادية، المعروفة أيضا باسم مدينة مكسيكو. على الرغم من أن القانون المدني الفيدرالي موجود، كل دولة لها قانونها الخاص الذي ينظم المساكنة دون زواج والزواج. الاتحاد المدني والزواج المثليين غير معترف بهما على المستوى الفيدرالي. ومع ذلك، نظرت معظم الولايات في التشريعات المتعلقة بهذه القضايا.
في نوفمبر 2013، قدم فيرنادو مايانس، السيناتور عن ولاية تاباسكو عن حزب الثورة الديمقراطية، اقتراحًا بإجراء تغييرات على القانون المدني الفيدرالي، والذي يُعرّف فيه الزواج بأنه «اتحاد حر لشخصين». تم تسليم الاقتراح إلى لجان العدالة والدراسات القانونية وحقوق الإنسان في مجلس الشيوخ لإجراء مزيد من الدراسة.
يسمح بند في القانون المكسيكي لخمسة أحكام في ولاية لها نفس النتيجة في نفس القضية، بإلغاء قانون وتأسيس الفقه القانوني لإلغاءه. هذا يعني أنه في حالة ربح 5 أوامر (بالإسبانية: amparo)‏ في ولاية ما، يجب تغيير القانون حتى يصبح الزواج قانونيًا لجميع الأزواج المثليين. من المهم أيضًا ملاحظة أن زواج المثليين الذي يتم في أي ولاية صالح في جميع الولايات الأخرى في المكسيك، حتى إذا لم يكن لدى أي ولاية معينة قوانين تسمح بذلك، وفقًا للقانون الفيدرالي. على الرغم من المتطلبات القانونية للولايات لتشريع زواج المثليين بعد 5 أوامر قضائية، لم يتم في كثير من الأحيان تطبيق ذلك. في تشيواوا، قبل تشريع زواج المثليين هناك في عام 2015، تم تنفيذ حوالي 20 أمرًا قضائيا. اختارت عدة ولايات ببساطة تجاهل أو تأخير تنفيذ زواج المثليين، حتى في بعض الأحيان على حساب الغرامات (في تاماوليباس تم تغريم المشرعين لمدة 100 يوم تقريبًا بسبب إخفاقهم في تشريعه).
في 14 يونيو 2015، أعلنت محكمة العدل العليا في الأمة عدم دستورية رفض منح تراخيص الزواج للأزواج المثليين في جميع الولايات. هذا لا يضفي الشرعية على زواج المثليين في جميع أنحاء البلاد، ولكن هذا بدوره يعني أنه عندما يكون لدى حكومة الولاية أمر قضائي يتخذه زوجان يتطلعان إلى الحصول على اعتراف بزواجهما، فسيتعين على السلطات منحها والنظر في إضفاء الطابع القانوني عند الوفاء بعدد معين من الأوامر القضائية.
في 17 مايو 2016، وقع رئيس المكسيك، إنريكه بينيا نييتو، مبادرة لتغيير دستور البلاد، والذي كان من شأنه تقنين زواج المثليين في جميع أنحاء المكسيك في انتظار موافقة الكونغرس. في 9 نوفمبر 2016، رفضت اللجنة المبادرة في تصويت 8 أصوات لصالحها مقابل 19 صوتًا ضدها (8-19). ومع ذلك، فإن التشريعات التي ستسمح بزواج المثليين والتبني من قبل الأزواج المثليين لا يزال في الانتظار في كل ولاية مكسيكية تقريبًا.
أسفرت الانتخابات العامة لعام 2018 عن فوز حركة التجديد الوطني (MORENA)، وهي حزب يساري مؤيد لزواج المثليين، بأغلبية أو تعددية المقاعد التشريعية في 13 ولاية حيث لم يتم فيها تقنين زواج المثليين بعد (باخا كاليفورنيا سور، دورانغو، غيريرو، هيدالغو، ولاية مكسيكو، واهاكا، سان لويس بوتوسي وسينالوا وسونورا وتاباسكو وتلاكسكالا وفيراكروز وولاية زاكاتيكاس)، بالإضافة إلى الغالبية العظمى مع حزب العمال المكسيكي المؤيد لزواج المثليين في مجلس النواب المكسيكي ومجلس الشيوخ المكسيكي، والرئاسة. منذ ذلك الحين، كثف النشطاء المثليون دعواتهم لتشريع زواج المثليين على المستوى الفيدرالي ومستوى الولايات. فازت الأحزاب السياسية الداعمة لزواج المثليين والتي تضم حركة التجديد الوطني وحزب العمال المكسيكي وحزب الشعب الديمقراطي وحركة المواطنين بما مجموعه 303 مقاعد في مجلس النواب المكسيكي و 81 مقعدًا في مجلس الشيوخ المكسيكي. بالإضافة إلى ذلك، يمكن العثور على مؤيدي زواج المثليين في الأحزاب المتبقية.

### مكسيكو سيتي
في عام 2000، اقترحت إينوي أورانغا، وهي سياسية وناشطة مثلية بشكل علني، مشروع قانون يقضي بتشريع الاتحادات المدنية المثلية في مدينة مكسيكو تحت اسم «قانون مجتمعات التعايش» (بالإسبانية: Ley de Sociedades de Convivencia)‏. كان مشروع القانون سيعترف بحقوق الميراث والمعاشات لشخصين بالغين، بغض النظر عن التوجه الجنسي. بسبب المعارضة الواسعة من الجماعات اليمينية وغموض رئيس البلدية أندريس مانويل لوبيس أوبرادور بشأن مشروع القانون، قررت الجمعية التشريعية عدم النظر فيه. بما أنه من المتوقع أن يتولى رئيس البلدية اليساري الجديد مارسيلو إبرارد السلطة في ديسمبر 2006، صوتت الجمعية التشريعية بأغلبية 43 صوتًا مقابل 17 للموافقة على «قانون مجتمعات التعايش». دخل القانون حيز التنفيذ في 16 مارس 2007.
في 24 نوفمبر 2009، اقترح عضو البرلمان ديفيد رازو، عضو حزب الثورة الديمقراطية، مشروع قانون من شأنه تقنين زواج المثليين في مدينة مكسيكو. تم تأييد مشروع القانون من قبل لجنة حقوق الإنسان في مدينة مكسيكو وأكثر من 600 منظمة غير حكومية، بما في ذلك المؤسسة الدولية للمثليين والمثليات ومزدوجي التوجه الجنسي والمتحولين جنسيا وثنائيي الجنس، منظمة العفو الدولية، ومؤسسة الرعاية الصحية لمرض الإيدز. تم إقرار مشروع القانون بالإجماع في 20 ديسمبر 2013، وعلى الرغم من أنه يشمل الشركاء المثليين والشركاء المغايرين، فإنه ينص على وجه التحديد على أنه «لنا تشكل شراكة مدنية للأشخاص الذين يعيشون معًا في الزواج أو المساكنة». هناك تمييز إضافي هو أنه لا يتم تسجيلها في المسجل المدني، ولكن مع السجل العام للممتلكات والتجارة.
في يوليو 2013، وافق كونغرس كوليما على تعديل دستوري يجيز للشركاء المثليين تشريع الطابع الرسمي على اتحاداتهم من خلال الدخول في 'روابط الزوجية' التي تعطي «نفس الحقوق والالتزامات فيما يتعلق بعقد الزواج المدني». في 5 مايو 2016، تم إلغاء قانون الاتحاد المدني لصالح تشريع زواج المثليين.
في عام 2013، قدم نواب حزب الثورة الديمقراطي، والحزب الثوري المؤسساتي، وحزب الخضر البيئي المكسيكي وحركة المواطنين ونائب مستقل «قانون التعايش الحر» (بالإسبانية: Ley de Libre Convivencia)‏ إلى كونغرس خاليسكو. أقر القانون أنه يمكن إجراء اتحادات مدنية مثلية في الولاية، طالما أنها لا تعتبر زواجًا. لم يشرع التبني وفرض إجراء الاتحادات المدنية من خلال كاتب العدل للقانون المدني. في 31 أكتوبر 2013، وافق كونغرس خاليسكو على القانون بتصويت 20 صوتا لصالحه مقابل 15 صوتا ضده، وامتناع واحد عن التصويت وغياب ثلاثة (20-15-1-3). دخل القانون حيز التنفيذ في 1 يناير 2014. في 13 سبتمبر 2018، ألغت محكمة العدل العليا في الأمة القانون لأسباب إجرائية.
في 27 أغسطس 2015، أعلنت لجنة العدل وحقوق الإنسان أنها ستسن قانونا للاتحاد المدنيً للشركاء المثليين في ولاية ميتشواكان. تمت الموافقة عليه بالإجماع من قبل كونغرس ميتشواكان في 7 سبتمبر 2015 في تصويت 34 صوتا لصالحه مقابل عدم تصويت أي عضو ضده (34-0). تم نشر القانون في 30 سبتمبر 2015 في الجريدة الرسمية للولاية.
في ديسمبر 2016، وافق كونغرس تلاكسكالا على مشروع قانون الاتحاد المدني، في تصويت 18 صوتا لصالح ضد 4 أصوات ضد (18-4). دخل مشروع القانون حيز التنفيذ في 12 يناير 2017.

### زواج المثليين حسب الولاية
حالة زواج المثليين في ولايات المكسيك معقدة. وفي الوقت الحالي، تقوم مدينة مكسيكو و 14 ولاية من أصل 31 ولاية بإجراء زواج المثليين بشكل قانوني. يتم الاعتراف بحالات زواج المثليين في جميع أنحاء البلاد (حتى في الولايات التي لا يستطيع فيها الأزواج المثليين) ومن قبل مختلف الإدارات والمنظمات الفيدرالية. تحقق تشريع زواج المثليين من خلال أساليب مختلفة:
- [1] القرار التشريعي (كما حدث في ولايات كامبيتشي، كواويلا، كوليما، مدينة مكسيكو، ميتشواكان، موريلوس وناياريت)
- [2] قرار إداري حيث اختارت حكومة الولاية وقف فرض حظر على زواج المثليين (كما حدث في ولايات باخا كاليفورنيا، تشيواوا وكينتانا رو)
- [3] حكم المحكمة العليا (أغواسكالينتيس، تشياباس، خاليسكو، نويفو ليون وبويبلا)

تتمتع المحكمة العليا المكسيكية بسلطة قانونية محدودة. إذ لا يمكنها تقنين زواج المثليين في كامل البلاد بأكملها دفعة واحدة. ومع ذلك، يمكنها تقنينه في ولاية واحدة في وقت واحد وتحت ظروف محددة، من خلال ما يسمى ب«عملية عدم الدستورية». من خلال هذه العملية، يمكن للمحكمة العليا إلغاء قانون الولاية مباشرة، مما يجعله غير قابل للتنفيذ ولاغٍ (ومن ثم يأمر الولاية بترخيص زواج المثليين). لا يمكن رفع دعاوى عدم الدستورية إلا في غضون 30 يومًا من دخول القانون المعني حيز التنفيذ. في حالة الولايات ال5 المذكورة أعلاه، عدّل الكونغرس المحلي قوانين الزواج فيها، لكنه ترك أحكامًا تحظر زواج المثليين. رفعت منظمات المثليين فيما بعد دعاوى أمام المحكمة العليا. من المحتمل أن الهيئات التشريعية للولاية لم تكن على دراية بأنها كانت تجهز بذلك لإسقاط حظرها على زواج المثليين. بالإضافة إلى ذلك، اختارت عدة بلديات في 4 ولايات أخرى أداء زواج المثليين. واختارت التوقف عن فرض حظر زواج ولاياتها. وهي بلديات متعددة في غيريرو وكيريتارو، مدينة واهاكا وسالينا كروز في واهاكا، ومدينة زاكاتيكاس وكواتيموك في زاكاتيكاس.
توجد طريقة رابعة. إذا قام المسؤولون في إحدى الولايات باستئناف قضايا الأوامر القضائية (بالإسبانية: amparo)‏ مرارًا وتكرارًا أمام محكمة استئناف فيدرالية وخسروا خمس مرات على التوالي (لاحظ أنه منذ عام 2015 لا يُسمح لأي محكمة في المكسيك بالحكم ضد زواج المثليين)، وإذا كانت محكمة الاستئناف قد قررت توجيه النتائج إلى المحكمة العليا للعدل في الأمة، يمكن لـلمحكمة العليا إجبار الهيئة التشريعية على إلغاء الحظر. وهذا يمنح الولاية موعدًا نهائيًا لتعديل قوانينها، عادةً 90 أو 180 يوم عمل. إذا فشلت الولاية في تغيير قوانينها للسماح بزواج المثليين بحلول ذلك التاريخ، فستصدر المحكمة «إعلانًا عامًا بعدم الدستورية» (بالإسبانية: Declaratoria General de Inconstitucionalidad)‏ وتسقط الحظر. في هذه الحالات، يُطلق على الأوامر القضائية "amparo" أيضًا «الحل». ومع ذلك، فمن غير المرجح أن تكون هذه العملية فعالة مثل عملية غير الدستورية. على سبيل المثال، أمرت ولاية سينالوا في مايو 2018 بتشريع زواج المثليين في غضون 90 يومًا. لكنها لم تمتثل بعد لذلك.

#### التسلسل الزمني
في 28 نوفمبر 2011، وقعت أول حالتي زواج المثليين في كينتانا رو بعد اكتشاف أن القانون المدني في كينتانا رو لم يحظر صراحة زواج المثليين، ولكن تم إلغاء هذه الزيجات في وقت لاحق من قبل حاكم كينتانا رو في أبريل 2012. في مايو 2012، نقض وزير الداخلية في كينتانا رو الإلغاء وسمح بزواج المثليين في المستقبل في الولاية.
قضت المحكمة العليا في المكسيك في ديسمبر 2012، بأن قانون زواج واهاكا غير دستوري لأنه يخد الزواج إلى رجل وامرأة بهدف «إدامة النوع». في عام 2013، أصبحت زوجتان مثليتان أول زوجين مثليين يتزوجان بعد هذا الحكم. لم يشرع الحكم زواج المثليين في الولاية، ولكنه أنشأ فقهًا قضائيا ضد حظر زواج المثليين.
في 11 فبراير 2014، وافق كونغرس كواويلا على تبني الأزواج المثليين ومشروع قانون يشرع زواج المثليين الذي صدر في 1 سبتمبر 2014، مما يجعل كواويلا الولاية القضائية الثانية في المكسيك التي تصلح قانونها المدني للسماح بزواج المثليين قانونيا. دخل القانون حيز التنفيذ في 17 سبتمبر، وتزوج أول زوجين مثليين في 20 سبتمبر.
في 12 يونيو 2015، أعلن حاكم تشيواوا أن إدارته لم تعد تعارض زواج المثليين داخل الولاية. دخل اللأمر حيز التنفيذ على الفور، مما جعل تشيواوا الولاية الثالثة التي تقنن مثل هذه الاتحادات.
في 25 يونيو 2015، بعد صدور حكم المحكمة العليا، أعلن مسجل مدني في غيريرو أنه كان يخطط لحفل زواج مثلي جماعي في 10 يوليو 2015 وأشار إلى أنه يجب أن يكون هناك تغيير في القانون للسماح بالحياد الجنسي في الزواج، يقننه كونغرس الزلاية قبل بدء الرسمية. أعلن السجل المزيد من التفاصيل عن خطته، مع إعلامه أن مكاتب التسجيل المختارة فقط في الولاية ستكون قادرة على المشاركة في حدث الزواج الجماعي. أصدر الحاكم تعليماته للوكالات المدنية بالموافقة على تراخيص زواج المثليين. في 10 يوليو 2015، تزوج 20 من الأزواج المثليين من قبل الحاكم روغيليو أورتيغا مارتينيز في أكابولكو. ومع ذلك، لاتؤدي كل البلديات في الولاية زواج المثليين.
في 17 ديسمبر 2015، وافق كونغرس ناياريت على مشروع قانون يشرع زواج المثليين. وفي يناير/كانون الثاني عام 2016، أعلنت المحكمة العليا في المكسيك أن حد القانون المدني للزواج في خاليسكو إلى الأزواج المغايرين فقط غير دستوري، ما شرع على نحو فعال زواج المثليين في الولاية. في 10 مايو 2016، أقر كونغرس كامبيتشي مشروع قانون زواج المثليين. وفي 18 مايو 2016، مررت على حد سواء كل من ميتشواكان وموريلوس مشاريع قوانين السماح لزواج المثليين. في 25 مايو 2016، تمت الموافقة على مشروع قانون لتشريع زواج المثليين في كوليما من قبل كونغرس الولاية.
في الإجراءات المنفصلة الرابعة لعدم الدستورية، أقرت المحكمة العليا المكسيكية زواج المثليين في تشياباس في 11 يوليو 2017، في بويبلا في 1 أغسطس 2017، في نويفو ليون في 19 فبراير 2019، وفي أغواسكالينتس في 2 أبريل 2019.
في 3 نوفمبر 2017، أعلنت حكومة ولاية باخا كاليفورنيا أنها ستتوقف عن فرض حظر زواج المثليين، وأصدرت تعليمات إلى المسجلين المدنيين للبدء في إصدار شهادات زواج للأزواج المثليين.

## التبني وتنظيم الأسرة
لا يُسمح للأزواج المثليين بالتبني في كل ولاية في المكسيك. تتيح مدينة مكسيكو إلى جانب ولايات باخا كاليفورنيا وكامبيتشي وتشياباس وتشيواوا وكواويلا وكوليما وميشواكان وموريلوس وبويبلا وكوينتانا رو وفيراكروز للأزواج المثليين تبني الأطفال بشكل مشترك.
صادقت مدينة مكسيكو على تبني المثليين للأطفال في مارس 2010، عندما دخل قانون زواج المثليين حيز التنفيذ. في 24 نوفمبر 2011، ألغت محكمة كواويلا العليا قانون الولاية الذي يمنع الأزواج المثليين من التبني. امتثلت الولاية للحكم الصادر في فبراير 2014 وأجازت عمليات التبني هذه. وفقًا لنظام تشيواوا الوطني لتنمية الأسرة المتكاملة، يقوم مكتب الدفاع عن الأطفال والأسرة في الدولة بالبروتوكول نفسه لجميع الأزواج الذين يسعون للتبني بصرف النظر عن توجههم الجنسي.
في 11 أغسطس 2015، قضت المحكمة العليا المكسيكية، في قرار 9-1، بأن حظر كامبيتشي على تبني الأزواج المثليين للأطفال غير دستوري. ألغت المحكمة العليا المادة 19 من قانون الاتحاد المدني في كامبيتشي التي تحظر تبني الشركاء في الاتحاد المدنية. وذكرت أن حقوق الطفل هي السبب الرئيسي لقرار المحكمة. وضع الحكم سابقة دستورية، مما يعني أن جميع عمليات الحظر في المكسيك التي تمنع الأزواج المثليين من التبني غير دستورية وتمييزية. في 23 سبتمبر 2016، وضعت المحكمة العليا المكسيكية اللمسات الأخيرة على الحكم في قضية التبني ضد كامبيتشي وأصدرت قانونًا قضائيًا على مستوى البلاد يلزم جميع قضاة المحاكم الأدنى بالحكم لصالح الأزواج المثليين الساعين إلى التبني وحقوق الوالدين. رفعت كامبيتشي الحظر بعد ثلاثة أيام.
أجازت ولايات كوليما وميتشواكان وموريلوس تبني المثليين للأطفال بعد الموافقة على قوانين زواج المثليين في مايو 2016. في سبتمبر 2016، أعلن رئيس وكالة التبني في فيراكروز أنه يمكن للأزواج المثليين تبني الأطفال بشكل مشترك في الولاية. في فبراير 2017 وأبريل 2017، أدلى رؤساء وكالات التبني في ولاية باخا كاليفورنيا وكيريتارو بتصريحات مماثلة، مؤكدين أن الأزواج المثليين مسموح لهم بالتبني بشكل قانوني في ولاياتهم. في أعقاب حكم المحكمة العليا الذي ألغى حظر زواج المثليين في تشياباس، أكد مسؤولون من الولاية أنه يُسمح للأزواج المثليين بالتبني، مثل الأزواج المغايرين المتزوجين. أكد مسؤولو بويبلا بالمثل أنه يُسمح للأزواج المثليين بالتبني، بعد قرار المحكمة العليا الصادر في أغسطس/آب 2017 بإلغاء حظر زواج المثليين في بويبلا.

## الحماية من التمييز

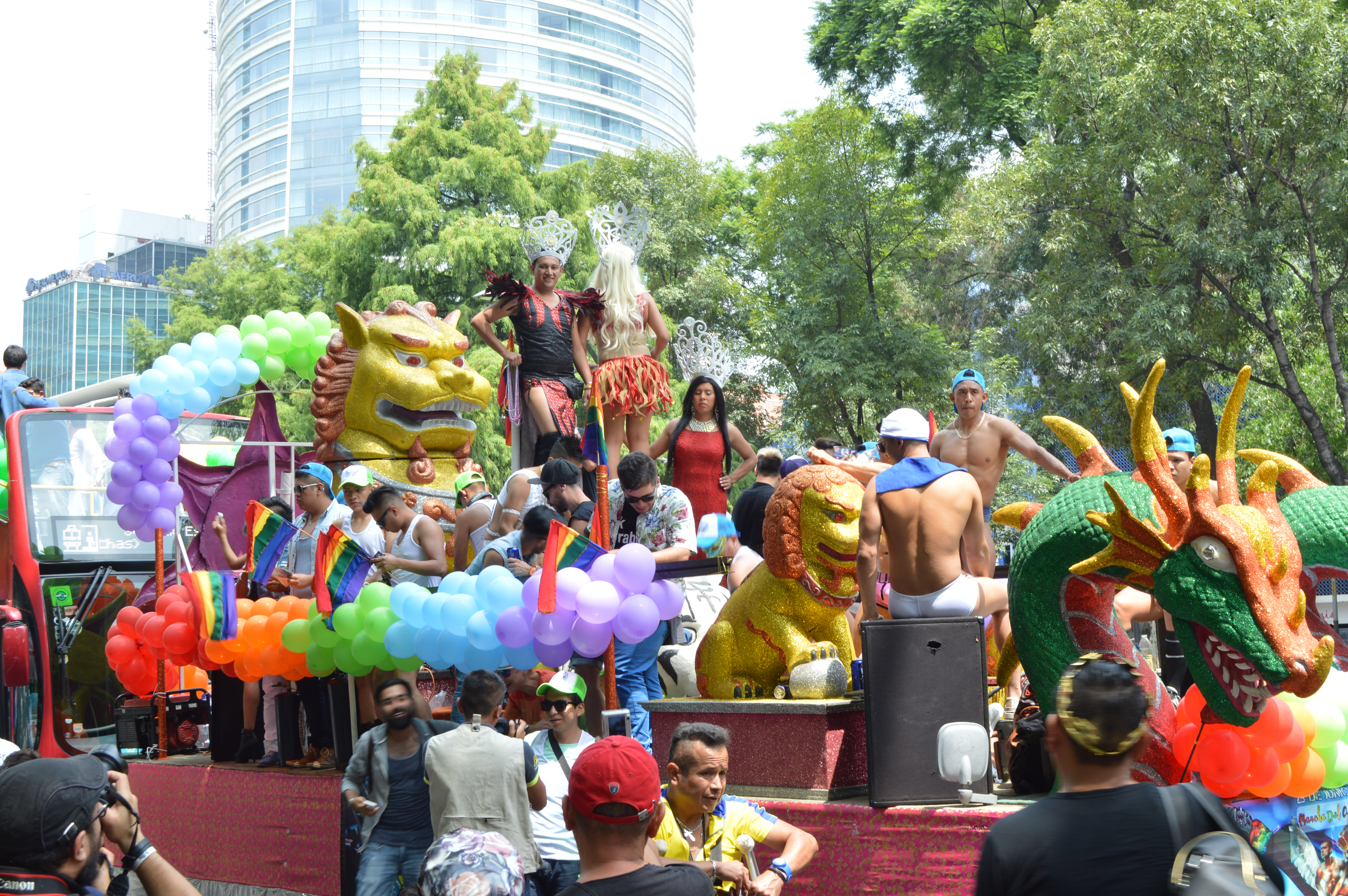
المشاركون في مسيرة فخر مدينة مكسيكو 2016

في 29 نيسان/أبريل 2003، أقر الكونغرس الفيدرالي بالإجماع «القانون الفيدرالي لمنع التمييز والقضاء عليه» (بالإسبانية: Ley Federal para Prevenir y Eliminar la Discriminación)‏، بما في ذلك التوجه الجنسي كفئة محمية. أنشأ القانون، الذي دخل حيز التنفيذ في 11 يونيو 2003، المجلس الوطني لمنع التمييز (بالإسبانية: Consejo Nacional para Prevenir La Discriminación ، CONAPRED)‏ لإنفاذه. أصبحت المكسيك الدولة الثانية في أمريكا اللاتينية، بعد الإكوادور، التي توفر حماية ضد التمييز للمثليين والمثليات ومزدوجي التوجه الجنسي والمتحولين جنسيا. تعرف المادة 4 من القانون التمييز بأنه:
تعرف المادة 9 «السلوك التمييزي» بأنه:
المجلس الوطني لمنع التمييز هو هيئة تابعة للدولة أنشأها القانون الاتحادي لمنع التمييز والقضاء عليه، تم تبنيه في 29 أبريل 2003، ونشرت في الجريدة الرسمية الفيدرالية في 11 يونيو. المجلس هو المؤسسة الرائدة لتعزيز السياسات والتدابير التي تسهم في التنمية الثقافية والتقدم الاجتماعي في الإدماج الاجتماعي والحق في المساواة، وهو أول حق أساسي في الدستور الاتحادي.
المجلس الوطني لمنع التمييز مسؤول أيضًا عن تلقي وحل التظلمات والشكاوى المتعلقة بالأعمال التمييزية المزعومة التي يرتكبها أفراد عاديون أو سلطات فيدرالية أثناء قيامهم بواجباتهم. كما يحمي المجلس الوطني لمنع التمييز المواطنين من أي تمييز (أو استثناء)، استنادًا إلى أي جانب مذكور في المادة 4 من القانون الاتحادي. يتمتع المجلس بالشخصية الاعتبارية، ويمتلك ممتلكات، وهو جزء من وزارة الداخلية. القرارات الفنية والإدارية مستقلة عن قراراتها بشأن المطالبات والشكاوى.

### التعديل الدستوري
في عام 2011، تم تعديل الدستور المكسيكي لحظر التمييز على أساس التوجه الجنسي. يتطلب تعديل الدستور المصادقة من قبل 16 ولاية على الأقل. صادقت كل من ولايات أغواسكالينتس، باخا كاليفورنيا سور، كامبيتشي، تشياباس، تشيواوا ، كواويلا، كوليما، دورانغو ، غيريرو، المكسيك، ميتشواكان، ناياريت، كيريتارو ، كوينتانا رو، سان لويس بوتوسي، سونورا، تاباسكو، فيراكروز على التعديل. تنص المادة 1 من الدستور على ما يلي:

### قوانين خطاب الكراهية
قضت المحكمة العليا في المكسيك في عام 2013 بأن كلمتين معاديتين للمثليين، «شاذ» "puñal" و «شاذ» "maricones"، ليست محمية كحرية تعبير بموجب الدستور، مما يسمح للأشخاص الذين يتعرضون للإهانة بسبب الشروط بمقاضاة الأضرار المعنوية.

## الخدمة العسكرية
سياسة القوات المسلحة المكسيكية حول التوجه الجنسي غامضة، تاركة الجنود المثليين ومزدوجي التوجه الجنسي والمتحولين جنسيا في «حالة من النسيان القانوني». من الناحية الرسمية، لا يوجد قانون أو سياسة تمنع المثليين من الخدمة، ولا يتم استجواب المتقدمين بشأن هذا الموضوع. في الممارسة العملية، ومع ذلك، يتعرض الجنود المثليون والمثليات ومزدوجو التوجه الجنسي والمتحولون جنسيا للانتهاك ومضايقات شديدة وغالبًا ما يتم طردهم. وصف أحد التوجيهات، الصادر في عام 2003، الإجراءات «بما يتعارض مع الأخلاق أو الأخلاق الحميدة داخل وخارج الخدمة» (بالإسبانية: "en contra de la ethical o de las buenas costumbres dentro y fuera del servicio [sic]")‏ على أنها سوء سلوك خطير يستدعي العمل التأديبي. توجد إشارات أخرى إلى الأخلاق في الوثائق العسكرية، مما يترك مجالًا للتفسير فيما يتعلق بالتوجه الجنسي.

## الهوية الجنسية والتعبير عنها
في 13 مارس 2004، دخلت التعديلات على القانون المدني لمدينة مكسيكو للسماح للأشخاص المتحولين جنسياً بتغيير جنسهم واسمهم في شهادات ميلادهم حيز التنفيذ. في سبتمبر 2008، أقر المجلس التشريعي لمدينة مكسيكو الذي كان حزب الثورة الديمقراطية في الغالبية، قانونًا آخر، بأغلبية 37 صوتًا لصالح مقابل 17 صوتًا ضد، مما يجعل التغييرات في الجندر أسهل بالنسبة للمتحولين جنسياً.
في 13 نوفمبر 2014، وافقت الجمعية التشريعية لمدينة مكسيكو بالإجماع 46 صوتا لصالح مقابل عدم وجود أي صوت ضد (46-0) على قانون الهوية الجندرية. القانون يجعل من السهل على المتحولين جنسيا تغيير جنسهم القانوني. بموجب القانون الجديد، عليهم ببساطة إخطار السجل المدني بأنهم يرغبون في تغيير المعلومات الجندرية في شهادات ميلادهم. لم تعد هناك حاجة لجراحة إعادة تحديد الجنس أو العلاج النفسي أو أي نوع آخر من التشخيص. دخل القانون حيز التنفيذ في أوائل عام 2015. بحلول أواخر عام 2018، استفاد من هذا القانون 3,481 من المتحولين جنسياً (2,388 من النساء المتحولات جنسياً و 1,093 من الرجال المتحولين جنسياً).
وقد اتبعت ذلك ثلاث ولايات منذ ذلك الحين. في 13 يوليو 2017، وافق كونغرس ميتشواكان في تصويت 22 صوتا لصالح مقابل صوت واحد ضد (22-1) على قانون الهوية الجندرية. وافق كونغرس ناياريت في تصويت 23 صوتا لصالح مقابل صوت واحد ضد (23-1) على قانون مماثل في 20 يوليو 2017، وتبعه كونغرس كواويلا في نوفمبر 2018، في تصويت 15 صوتا لصالح مقابل عدم تصويت أي أحد ضد (15-0).
في أغسطس 2018، في قضيتين منفصلتين، أمر القضاة الفيدراليون في تشيواوا وتاماوليباس بتعديل شهادات ميلاد النساء المتحولين جنسياً.
في أكتوبر 2018، قضت محكمة العدل العليا في الأمة لصالح طلب لأحد المتحولين جنسيا للسماح بتعديل شهادة ميلادهم الذين جاءوا لطلب هذا الإجراء. جاء الحكم استجابةً لعريضة قدمها شخص من المتحولين جنسياً من فيراكروز، ادعى فيها أن السجل المدني البلدي قد انتهك حقوقهم برفضهم تغيير اسمهم وعلامة الجنس في شهادة ميلادهم. في حكم كان الأول من نوعه في المكسيك، قالت المحكمة إنه يمكن للشخص تغيير اسمه وعلامة جنسه في وثيقة رسمية من خلال عملية إدارية بسيطة ، تستند فقط إلى إعلانه عن

## علاج التحويل
علاج التحويل له تأثير سلبي على حياة الأشخاص المثليين، ويمكن أن يؤدي إلى تدني احترام الذات والاكتئاب والتفكير في الانتحار. في عام 2019، هناك مشروع قانون في الانتظار قيد النظر في الكونغرس المكسيكي لحظر الممارسة العلمية الزائفة ينص على عقوبات بالسجن لمدة ثلاث سنوات لأي شخص يمارسها. في فبراير 2019، قيل إنه من المتوقع أن يصوت مجلس الشيوخ المكسيكي على مشروع القانون في الأشهر المقبلة. أحيل مشروع القانون إلى لجنة العدل التابعة لمجلس النواب. إذا تمت الموافقة، فسوف ينتقل بعد ذلك إلى مجلس النواب المكسيكي.

## التبرع بالدم
في أغسطس 2012، تمت الموافقة على لوائح صحية جديدة تسمح للرجال مثليين ومزدوجي التوجه الجنسي بالتبرع بالدم. نُشرت اللوائح في مذكرات الدولة التنظيمية في أكتوبر/تشرين الأول ودخلت حيز التتفيذ في يوم عيد الميلاد
، 25 ديسمبر 2012.

## الرأي العام
أظهر استطلاع للرأي أجراه مركز بيو للأبحاث عام 2013 أن 61% من المكسيكيين يعتقدون أن المثلية الجنسية يجب أن تكون مقبولة من المجتمع، في حين أن 30% يعتقدون أنه لا ينبغي ذلك. كان الأشخاص الأصغر سناً أكثر قبولًا من الأشخاص الذين تزيد أعمارهم عن 50 عامًا: 70% من الأشخاص الذين تتراوح أعمارهم بين 18 و 29 عامًا اعتقدوا أنه يجب قبول ذلك، 60% من الأشخاص الذين تتراوح أعمارهم بين 30 و 49، و 52% من الأشخاص فوق 50 عامًا. حدثت زيادة طفيفة في القبول منذ عام 2007، عندما أظهر استطلاع أجرته مركز بيو للأبحاث أن 60% من السكان يعتقدون أن المثلية الجنسية يجب أن تكون مقبولة.
نشرت بلانيت روميو، وهي شبكة اجتماعية للمثليين، أول مؤشر السعادة للمثليين (GHI) في شهر مايو من عام 2015. وسُئل الرجال المثليون من أكثر من 120 دولة حول شعورهم حيال نظرة مجتمعاتهم للمثلية الجنسية، وكيف يواجهون الطريقة التي يُعاملون بها من قبل أشخاص آخرين ومدى رضاهم عن حياتهم. احتلت المكسيك المرتبة 32 مع نتيجة بلغت 56 على مؤشر السعادة. وهي نتيجة أعلى بقليل من البرتغال وتحت كوراساو.
في أعقاب اقتراح الرئيس إنريكه بينيا نييتو تشريع زواج المثليين في المكسيك، أجري استطلاع للرأي حول هذه القضية من قبل «غابينييت دي كومونيكاسيون إستراتيجيكا». كان 69% من المستطلعين يؤيدون التغيير. قال 64% إنهم يرون أنها تقدم في الاعتراف بحقوق الإنسان. تغير الرأي العام بشكل جذري على مدار 16 عامًا. في عام 2000، رأى 62% أنه لا ينبغي السماح بزواج المثليين تحت أي ظرف من الظروف. في عام 2016، شعر 25% فقط بذلك.

## ظروف الحياة

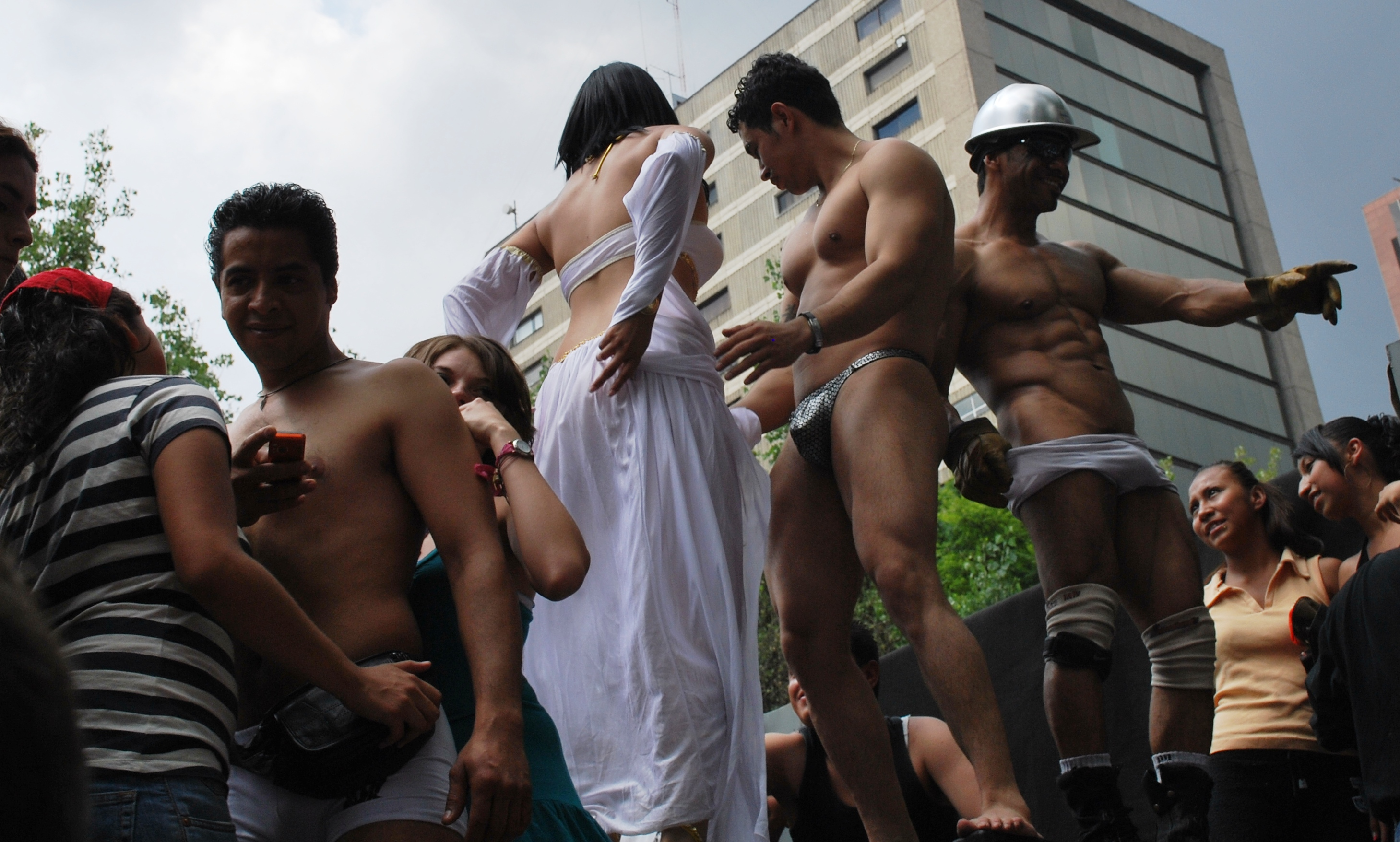
راقصون في مسيرة فخر المثليين لعام 2009 في مدينة مكسيكو

وفقًا لاستطلاع الرأي الوطني الأول حول التمييز (2005) في المكسيك (الذي أجراه المجلس الوطني لمنع التمييز)، أشار 48% من المكسيكيين الذين تمت مقابلتهم إلى أنهم لن يسمحوا لشخص مثلي الجنس بالعيش في منزلهم. أشار 95% من المثليين الذين تمت مقابلتهم إلى وجود تمييز ضدهم في المكسيك؛ أعلن 4 من كل 10 أنهم وقعوا ضحية لأعمال إقصائية؛ قال أكثر من النصف إنهم شعروا بالرفض، وشعر 6 من كل 10 بأن أسوأ عدو هو المجتمع.
تزدهر الحياة الاجتماعية للمثليين في أكبر مدن البلاد ومنتجعاتها. مركز مجتمع المثليين في مدينة مكسيكو هو المنطقة الوردية (بالإسبانية: Zona Rosa)‏، حيث يوجد أكثر من 50 حانة مثلية ونوادي الرقص. حول العاصمة، هناك ثقافة كبيرة من المثليين في ولاية مكسيكو. على الرغم من أن بعض المراقبين يدعون أن حياة المثليين أصبحت أكثر تطوراً في ثاني أكبر مدينة في المكسيك، غوادالاخارا.
وتشمل مراكز أخرى المدينة الحدودية تيخوانا، مونتيري، بويبلا وليون، ومدينة فيراكروز. جذبت شعبية السياحة المثلية (خاصة في بويرتو فالارتا، كانكون، وأماكن أخرى) الانتباه الوطني إلى وجود المثلية الجنسية في المكسيك. بين الشباب المثليين في المناطق الحضرية، أصبح من الشعبي حضور نوادي الرقص المثلية والحصول على أصدقاء مثليي الجنس علنا.
في عام 1979، أقيمت أول مسيرة فخر المثليين في البلاد في مدينة مكسيكو، وحضره أكثر من 1,000 شخص. منذ ذلك الحين، تم تنظيم المسيرة في يونيو مع مواضيع مختلفة. ويهدف إلى إبراز الأقليات الجنسية، وزيادة الوعي حول الإيدز وفيروس نقص المناعة البشرية، وإدانة رهاب المثلية، والمطالبة بوضع سياسات عامة مثل الاعتراف بالاتحادات المدنية، وزواج المثليين، وتشريع تبني المثليين للأطفال. وفقًا للمنظمين، حضر مسيرة فخر المثليين ال31 في عام 2009 أكثر من 350,000 شخص (100,000 شخص أكثر من سابقتها). كان الحضور 500,000 في عام 2010، و 250,000 في عام 2018.
في عام 2003، عقدت أول مسيرة فخر للمثليات في عاصمة البلاد. في غوادالاخارا، نُظمت أيضًا مسيرات فخر غوادالاخارا للمثليين جيدًا كل يونيو منذ عام 1996. وتم عقد مسيرات فخر متتالية في مونتيري، تيخوانا، مدينة بويبلا، مدينة فيراكروز، خالابا، كويرنافاكا، توكستلا غوتيريز، أكابولكو، تشيلبانسينغو، وميريذا.

### العنف المعادي للمثليين

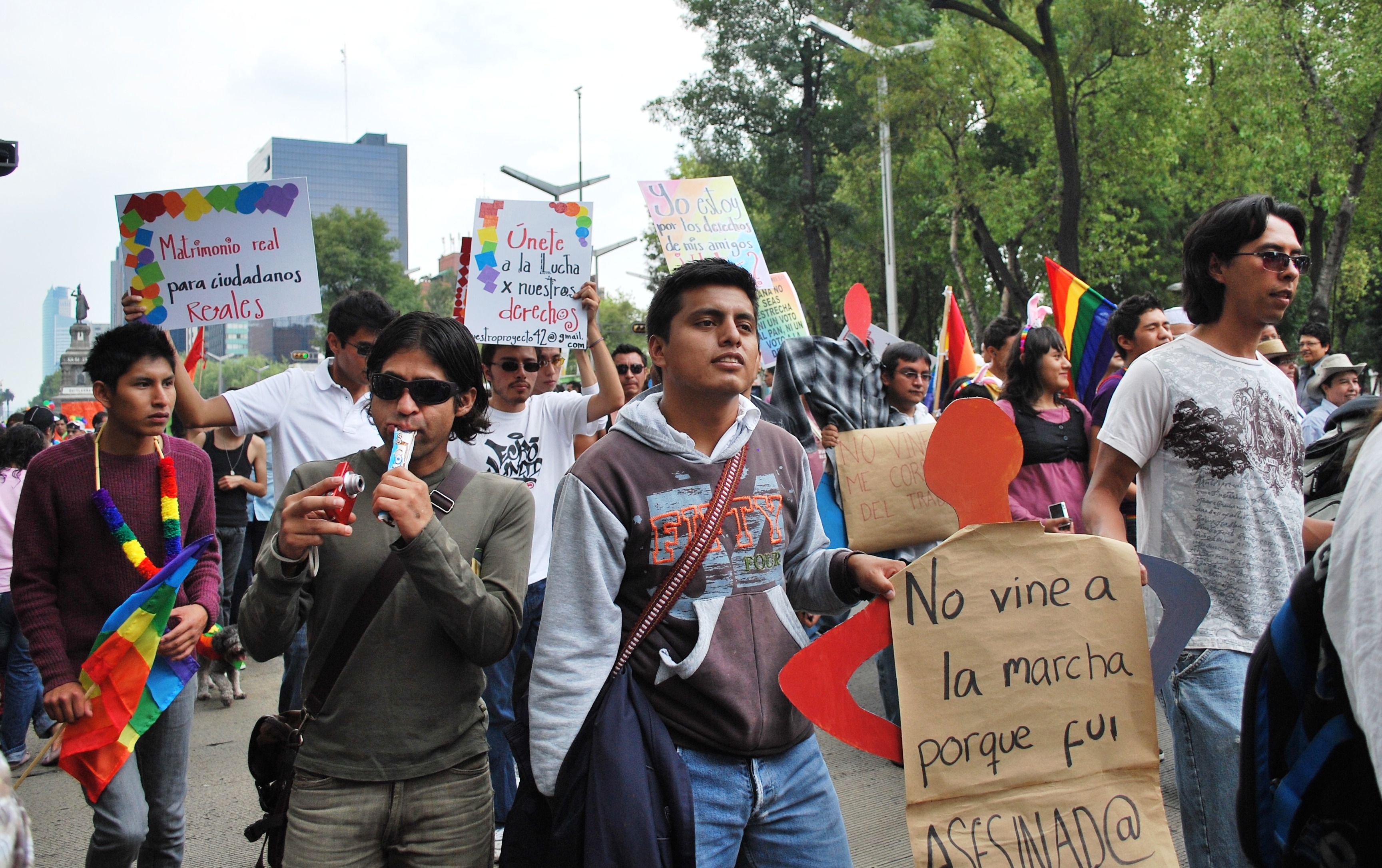
مشاركون في مسيرة فخر المثليين يدينون جرائم الكراهية القائمة على التوجه الجنسي في مسيرة فخر المثليين لعام 2009 في مدينة مكسيكو

يعتبر النشاط الجنسي المثلي قانونيا في المكسيك، لكن تمت مقاضاة المثليين من خلال استخدام مدونات قانونية تنظم السلوك الفاحش أو الشنيع (بالإسبانية: atentados a la ethical y las buenas costumbres)‏. على مدار العشرين عامًا الماضية، كانت هناك تقارير عن وقوع أعمال عنف ضد الرجال المثليين، بما في ذلك قتل الرجال المثليين علنًا في مدينة مكسيكو ولابسوا ملابس الجنس الآخر في ولاية تشياباس. يعتقد النشطاء المحليون أن هذه الحالات غالباً ما تظل دون حل، وأنحوا باللائمة على الشرطة لعدم اهتمامها بالتحقيق فيها وبافتراض أن المثليين مسؤولون بشكل ما عن الهجمات ضدهم.
في منتصف عام 2007، قال إميليو ألفاريز إيكازا لونغوريا (رئيس لجنة حقوق الإنسان في مدينة مكسيكو) إنه يشعر بقلق عميق من أن مدينة مكسيكو لديها أسوأ سجل لجرائم الكراهية ضد المثليين، حيث تم الإبلاغ عن 137 مثل هذه الجرائم بين عامي 1995 و 2005. أكد الصحفي والمؤلف فرناندو ديل كويادو (رهاب المثلية، الكراهية، الجريمة والعدالة 1995-2005) أنه خلال العقد الذي يغطيه كتابه، ارتكبت 387 جريمة كراهية بسبب رهاب المثلية في المكسيك (98% منها ما زالت دون حل).
عبر ديل كويادو عن قلقه بشأن عدم وجود محاكمات، وذكر أنه وفقًا لما ذكرته لجنة المواطنين ضد جريمة الكراهية بسبب رهاب المثلية، يتم قتل 3 من المثليين شهريًا في المكسيك. أشار ديل كويادو إلى أنه بين عامي 1995 و 2005، قتل 126 من المثليين جنسياً في مدينة مكسيكو. من هؤلاء، تم قبول 75% من جثثهم من قبل أسرهم. في 10% من الحالات، تعرفت العائلات على الضحية ولكنها لم تسترد جثثها (التي دُفنت في مقابر مشتركة) ولم يتم التعرف على ال5% الباقية.
انتقد مساعدة المحامي السابق لضحايا الجرائم في مكتب المدعي العام بالمقاطعة الفيدرالية بربارا إيلان رونديرو بشدة الافتقار إلى الحساسية والكفاءة المهنية من جانب المحققين في الجرائم المرتكبة ضد المثليين والمثليات:
زعم أليخاندرو بريتو ليموس، مدير الملحق الإخباري «الحرف إس» (بالإسبانية: Letra S)‏ في عام 2007 أن 4% فقط من المثليين والمثليات الذين يعانون من التمييز يقدمون شكاواهم إلى السلطات:

### النفوذ السياسي
مشاركة المثليين هي جزء من الحزب الثوري المؤسساتي الذي يحكم طويلًا. منذ انتصار الليبراليين في عهد الرئيس بينيتو خواريز في ستينيات القرن التاسع عشر وثورة 1910، كان هناك فصل بين الكنيسة والدولة في المكسيك. مع الأخلاق التي تعتبر عمومًا تحت سلطة الكنيسة، فإن الحزب (الذي يعتبر نفسه حزب الثورة) يحجم عمومًا عن أن ينظر إليه على أنه ينفذ إرادة الكنيسة الكاثوليكية. ومع ذلك، فقد كان حريصًا أيضًا على عدم الإساءة إلى المشاعر الأخلاقية الكاثوليكية. ومع ذلك، يميل معظم أصحاب المناصب الفردية إلى النظر إلى قضايا المثليين على أنها مسألة خاصة (يتم تجاهلها) أو مشكلة أخلاقية (يجب معارضتها). تحالف الحزب الثوري المؤسساتي مع حزب العمل الوطني لحظر التشريعات المتعلقة بحقوق المثليين في بعض الولايات (باستثناء في بعض الحالات). صوت الحزب بالإجماع لصالح الاعتراف بالاتحادات المدنية المثلية في مدينة مكسيكو وكواويلا، على سبيل المثال. وكان هناك بعض النقاش الداخلي داخل الحزب ما إذا كان الحزب يجب أن يكون منصة بندا بشأن هذه المسألة.
يميل حزب العمل الوطني، وهو حزب يميني، إلى تأييد تعاليم الكنيسة الكاثوليكية ومعارضة قضايا المثليين على أسس أخلاقية. وقد اعتمد بعض رؤساء البلديات التابعين للحزب مراسيم (أو سياسات) محلية تؤدي إلى إغلاق حانات المثليين أو احتجاز المتحولين جنسياً (عادة بتهم الدعارة). اتخذ العديد من قادته مواقف علنية يصفون المثلية الجنسية بأنها «غير طبيعية»، أو «مرض»، أو «ضعف أخلاقي». ومع ذلك، في كامبيتشي وناياريت، صوت نواب حزب العمل الوطني بالإجماع لتشريع زواج المثليين.
في انتخابات عام 2000 الرئاسية، استخدم مرشح حزب العمل الوطني (والفائز النهائي) فيسينتي فوكس الصور النمطية عن المثليين لتحقير واهانة خصمه الرئيسي فرانسكو لاباستيدا. اتهم فوكس اباستيدا كونه سيسي وصبي الأم ولقبه ب"Lavestida" (مرتدي الملابس المغايرة"). عندما قننت مدينة مكسيكو وكواويلا الاتحادات المدنية المثلية، جاءت المعارضة الرئيسية من حزب العمل الوطني، الرئيس السابق فيسينتي فوكس والرئيس السابق فيليبي كالديرون. منذ ذلك الحين، عارض الحزب مشاريع قوانين مماثلة، بحجة حماية القيم العائلية التقليدية. ومع ذلك، أصر مسؤولو حزب العمل الوطني على أن للأشخاص من مجتمع المثليين حقوقا كبشر ويجب ألا يتعرضوا بأي حال من الأحوال للكراهية أو العنف الجسدي.

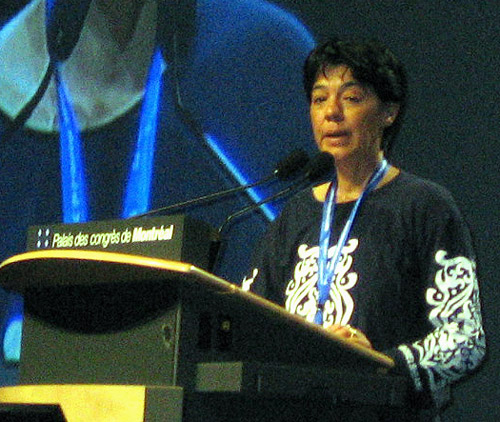
أصبحت باتريا خيمينيز، من حزب الثورة الديمقراطية، أول نائبة مثلية الجنس علنا في الكونغرس الفيدرالي في عام 1997.

مشاركة الأقليات الجنسية مقبولة على نطاق واسع في الحزب اليساري حزب الثورة الديمقراطية، أحد الأحزاب السياسية الرئيسية الثلاثة في المكسيك. منذ إنشائه خلال أواخر الثمانينيات، دعمت حزب الثورة الديمقراطية حقوق المثليين ولديها برنامج حزبي ملتزم بإنهاء التمييز على أساس التنوع الجنسي والجندري. في الانتخابات البرلمانية لعام 1997، أصبحت باتريا خيمينيز أول نائبة مثلية الجنس علنا في الكونغرس الفيدرالي، وانتُخب الناشط في حقوق المثليين ديفيد سانشيز كاماتشو في الجمعية التشريعية للمنطقة الفيدرالية.
بعد ذلك بعامين، أصدرت الجمعية التشريعية للمنطقة الفيدرالية التي كان حزب الثورة الديمقراطية في الأغلبية مرسومًا يحظر التمييز على أساس التوجه الجنسي (الأول من نوعه في البلاد). في عام 2004، تم تمرير مشروع قانون يتعلق بالهوية الجندرية، يسمح للأشخاص المتحولين جنسيا بتغيير جنسهم واسمهم في الوثائق الرسمية. في الانتخابات البرلمانية لعام 2009، من بين 38 مرشحًا من مجتمع المثليين الذين قدمتهم عدة أحزاب سياسية، لم تنجح إلا إينوي أورانغا السياسية مثلية الجنس علنا، في عام 2000، شجعت تقنين الاتحادات المدنية المثلية في مدينة مكسيكو ومر مشروع قانون بعد ست سنوات في الجمعية التشريعية للمنطقة الفيدرالية التي كان حزب الثورة الديموقراطية في الأغلبية، مما يسمح للشركاء المثليين بحقوق الميراث والمعاش. تم اقتراح مشاريع قوانين مماثلة من قبل نواب حزب الثورة الديمقراطية في العديد من الولايات.
تدعم الأحزاب الأخرى اليسارية الصغيرة مثل حركة المواطنين وحزب العمال المكسيكي مجتمع المثليين ومشاريع القوانين المقترحة عن حزب الثورة الديمقراطية فيما يتعلق بحقوق المثليين.
دعم الحزب الاشتراكي الديموقراطي المكسيكي سابقا، وهو حزب تقدمي صغير، مجتمع المثليين. في الانتخابات الرئاسية لعام 2006، كانت باتريشيا ميركادو ، أول امرأة مرشحة للرئاسة، المرشحة الوحيدة التي تدعم علنًا زواج المثليين. في الانتخابات البرلمانية لعام 2009، رشح الحزب 32 مرشحًا من مجتمع المثليين (من بين 38 مرشحًا قدمتهم أحزاب أخرى) لمقاعد في الكونغرس الفيدرالي.
في بلدية غوادالاخارا، ثاني أكبر مدينة في المكسيك، أصبح ميغيل غالان أول سياسي مثلي الجنس علنا يخوض الانتخابات البلدية في البلاد. لكنه فشل فيها. خلال حملته الانتخابية، كان جالان هدفًا لتعليقات معادية للمثليين، لا سيما من طرف منافسه في حزب الخضر غمالييل راميريز (الذي، في برنامج إذاعي، سخر من المثليين وأشار إلى الحزب الاشتراكي الديمقراطي المكسيكي بأنه «حفلة قذرة من المنحلين»). كما وصف راميريز الغلاقات الجنسية المثلية بأنها «غير طبيعية» وقال إنه يجب حظرها. في اليوم التالي، أصدر راميريز اعتذارًا مكتوبًا بعد أن أدان حزبه تعليقاته. على الرغم من خسارته الانتخابات، حصل غالان على 7,122 صوتًا.

### فيروس نقص المناعة البشرية / الإيدز

شريط أحمر هو وشاح توعية باللون الأحمر، يستعمل كرمز للتضامن مع المصابين بفيروس نقص المناعة البشرية/الإيدز

تم تشخيص أول حالة للإيدز في المكسيك في عام 1983. استنادًا إلى التحليلات بأثر رجعي وغيرها من أساليب التحقيق في الصحة العامة، يمكن تتبع فيروس نقص المناعة البشرية في المكسيك إلى عام 1981. كانت منظمات المثليين مفيدة في بدء برامج مكافحة الإيدز - ما حول في التركيز الذي قلص (على الأقل مؤقتًا) التركيز على تنظيم المثليين.
المركز الوطني للوقاية من فيروس نقص المناعة البشرية/الإيدز ومكافحته هو برنامج يشجع على الوقاية من وباء الإيدز ومكافحته من خلال السياسات العامة، وتعزيز الصحة الجنسية، وغيرها من الاستراتيجيات القائمة على الأدلة. يهدف إلى تقليل انتقال فيروس نقص المناعة البشرية والأمراض المنقولة عن طريق الاتصال الجنسي وتحسين نوعية حياة الأشخاص المصابين (ضمن إطار الصالح العام). يعمل المركز الوطني للوقاية من فيروس نقص المناعة البشرية/الإيدز ومكافحته بنشاط منذ عام 1988 وتتعاون مع الوكالات الحكومية الأخرى والمنظمات غير الحكومية (بما في ذلك تلك الخاصة بالأشخاص المصابين بفيروس نقص المناعة البشرية/الإيدز).
ووفقا لتقديرات عام 2011، كانت 0.2% من الأشخاص الذين تتراوح أعمارهم بين 15-49 مصابين بفيروس نقص المناعة البشرية، الذي جنبا إلى جنب مع كوبا ونيكاراغوا كان أدنى معدل في أمريكا اللاتينية ومنطقة البحر الكاريبي. بالأرقام المطلقة، كان ما يقدر بنحو 180,000 شخص في المكسيك مصابين بفيروس نقص المناعة البشرية في عام 2011، ثاني أكبر عدد من السكان المصابين في المنطقة بعد البرازيل.
وفقا للمركز الوطني للوقاية من فيروس نقص المناعة البشرية/الإيدز ومكافحته، اعتبارا من عام 2009، أكثر من 220,000 شخص مصاب بفيروس نقص المناعة البشرية؛ 60% من الرجال الذين يمارسون الجنس مع الرجال، و 23% من النساء المغايرات، و 6 في المائة من عاملات الجنس (المغايرات أساساً). أكثر من 90% من الحالات المبلغ عنها كانت نتيجة لانتقال جنسي.
يتفاقم انتشار فيروس نقص المناعة البشرية في المكسيك بسبب وصمة العار والتمييز، التي تعمل كحاجز للمنع، والاختبار والعلاج. يحدث الوصم داخل العائلات وفي الخدمات الصحية والشرطة وفي مكان العمل. وصفت دراسة أجرتها إنفانتب-هيبيلي في عام 2004 عن 373 من مقدمي الرعاية الصحية في ثلاث ولايات مكسيكية التمييز داخل الخدمات الصحية. تم إجراء الاختبار فقط مع المجموعات المعرضة للخطر الشديد (غالبًا دون موافقة مستنيرة)، وكان مرضى الإيدز غالبًا معزولين.
وجد تقييم مجتمعي تشاركي في خمس مدن لعام 2005 أجرته منظمة «كولكتيفو سول» غير الحكومية أن بعض مرضى فيروس نقص المناعة البشرية لديهم علامات على أسرهم تقول أنهم مصابون بالفيروس. في ليون، غواناخواتو، وجد الباحثون أن 7 من كل 10 أشخاص في الدراسة فقدوا وظائفهم بسبب إصابتهم بفيروس نقص المناعة البشرية. وثقت الدراسة نفسها أيضًا دليلًا على التمييز الذي يتعرض له الرجال الذين يمارسون الجنس مع الرجال داخل أسرهم.
في أغسطس 2008، استضافت المكسيك المؤتمر الدولي السابع عشر لمكافحة الإيدز، وهو الاجتماع الذي ساهم في التغلب على الوصمة وإبراز الإنجازات التي تحققت في مكافحة المرض. في أواخر عام 2009، قال وزير الصحة خوسيه أنجيل كوردوفا في بيان إن المكسيك قد حققت هدف الأمم المتحدة الإنمائي للألفية المتعلق بفيروس نقص المناعة البشرية/الإيدز (الذي طالب البلدان بالبدء في الحد من انتشار فيروس نقص المناعة البشرية/الإيدز قبل عام 2015). وكان معدل الإصابة بفيروس نقص المناعة البشرية 0.4%، أي أقل من هدف 0.6% الذي حددته منظمة الصحة العالمية للمكسيك.
يصل حوالي 70% من الأشخاص الذين يطلبون علاجًا لفيروس نقص المناعة البشرية/الإيدز دون ظهور أعراض للمرض، مما يزيد من متوسط العمر المتوقع بما لا يقل عن 25 عامًا. علاج فيروس نقص المناعة البشرية/الإيدز في المكسيك مجاني، ويتم تقديمه في 57 عيادة متخصصة للمصابين بالفيروس. تنفق الحكومة المكسيكية تنفق حوالي بليوني بيزو مكسيكي (مايعادل 1.519 مليون دولار أمريكي) سنويا مكافحة هذا المرض.